# GoldenEye
« Goldeneye » redirige ici. Pour les autres significations, voir Goldeneye (homonymie).
Série
Permis de tuer
(1989) Demain ne meurt jamais
(1997)
Pour plus de détails, voir Fiche technique et Distribution.
GoldenEye (/ˈɡəʊldn̩.ɑɪ/), ou L'Œil de feu : Goldeneye au Québec, est un film d'espionnage américano-britannique réalisé par Martin Campbell et sorti en 1995. Il s'agit du 17e opus de la saga James Bond d'EON Productions et le premier où Pierce Brosnan tient le rôle du célèbre agent fictif du MI6. À la différence des films précédents de la série, le scénario n'est pas une reprise des travaux du romancier Ian Fleming, bien que le titre GoldenEye soit inspiré de celui de son domaine à la Jamaïque. Le scénario original, conçu par Michael France, est écrit avec la collaboration postérieure de plusieurs autres auteurs.
GoldenEye est sorti après des conflits légaux obligeant la série à un hiatus de six ans, durant lequel Timothy Dalton démissionne de son rôle de James Bond pour être remplacé par Pierce Brosnan. M est également remplacé par l'actrice Judi Dench, qui devient ainsi la première femme à jouer ce personnage. C'est le premier film de la série réalisé après la chute de l'URSS et la fin de la Guerre froide, ce qui fournit la trame de fond de l'histoire.
Le film est salué par la plupart des critiques et obtient de très bons résultats au box-office, dépassant les films tournés avec Timothy Dalton. Il est vu par les critiques comme une modernisation de la série, et l'acteur Pierce Brosnan considéré comme une avancée par rapport à son prédécesseur,,. GoldenEye a également reçu deux nominations aux BAFTA Awards dans les registres « meilleurs effets spéciaux » et « meilleur son ».
Le MI6 lutte contre un syndicat du crime désirant utiliser le satellite GoldenEye contre Londres afin de causer une crise financière globale.

## Synopsis

### Prologue à Arkhangelsk

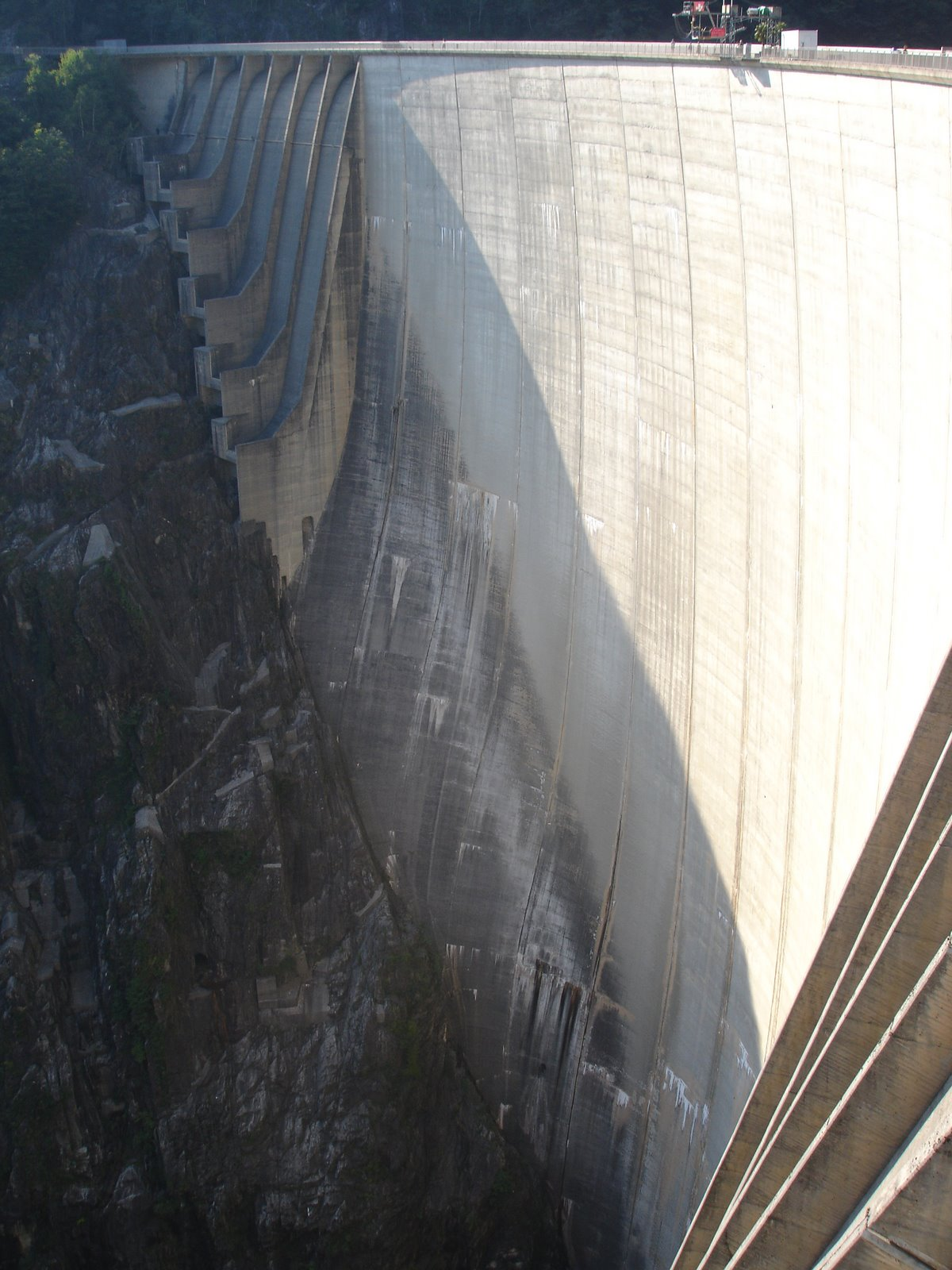
Le barrage de Contra qui apparaît dans la scène d'ouverture.

En 1986 à Arkhangelsk, dans une fabrique d'armes chimiques cachée dans un impressionnant barrage, l'Union soviétique n'a plus sa grandeur d'antan mais possède toujours un important complexe militaro-industriel. James Bond a pour mission de rejoindre son collègue et ami Alec Trevelyan, matricule 006, déjà infiltré, puis de faire exploser l'usine.
Un avion léger survolant les lieux dévoile le barrage, sur lequel une grille de sécurité s'ouvre et laisse passer un homme, courant, habillé en noir avec rangers. Il s'approche du bord, se harnache et effectue un saut en élastique dans le plus grand silence. Arrivé au maximum de l'élasticité de la corde, il tire un grappin à l'aide d'un pistolet spécialement conçu et se pose sur une petite plate-forme servant de sortie aux conduits d'aération. Avec une sorte de pistolet laser, il découpe un passage. Son regard est déterminé. On découvre enfin son visage lorsqu'il fait la rencontre d'un soldat russe lisant un journal dans les toilettes, qu'il frappe d'un fort coup de poing et lui déclare avec humour : « Je vous demande pardon, j'ai oublié de frapper. » Il s'agit de James Bond.
Il retrouve 006 comme prévu, dans un débarras peu éclairé. Passant par un conduit, ils arrivent dans le laboratoire où Trevelyan abat un scientifique sans aucun sentiment (celui-ci aurait sûrement alerté la sécurité). L'infiltration se déroule parfaitement jusqu'au moment où le duo pénètre dans la salle des réservoirs. Après le décodage de la porte, les deux agents parviennent dans une salle vidée de ses gardes. Bond trouve cela « trop facile » mais lorsque Trevelyan réinitialise le code d'entrée afin de verrouiller la porte de l'intérieur, l'alarme de sécurité retentit. La garnison militaire du complexe intervient sous le commandement du colonel Arkady Ourumov. La porte étant bloquée, les soldats ouvrent le feu sur une vitre blindée à l'AKS-74 (en réalité des Norinco Type 56-1 grimées), et en viennent rapidement à bout. Les soldats pénètrent alors dans la salle par la baie vitrée brisée et descendent les escaliers en métal.
Alec fait feu sur les premiers soldats présents dans la salle avec son pistolet puis, dès qu'il est vide, récupère un fusil automatique, tout en échangeant calmement des blagues avec James. Pendant qu'Alec contient l'invasion, Bond place sur les réservoirs les mines adhésives qu'Alec lui avait données en lui demandant de les régler à 6 minutes. La porte verrouillée est dynamitée, Bond dit alors en plaisantant « ferme la porte Alec, le vent souffle » mais celui-ci ne répond pas, et un silence glacial envahit la salle. S'approchant prudemment, James lance un regard en dehors des réservoirs et comprend le dramatique de la situation. L'ambiance jusqu'alors quasi-humoristique s'éteint.

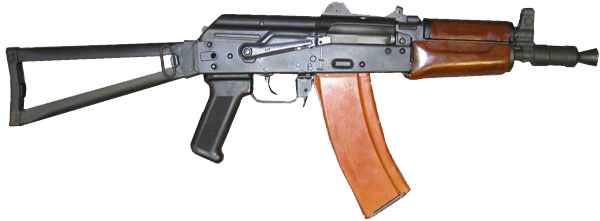
Le AKS-74U, symbole de l'Union soviétique, ici dans sa version courte employée par James Bond.

Alec est détenu à genoux face au colonel Ourumov qui braque sur lui un Makarov PM. Mettant en joue Bond, les soldats attendent les ordres pour tirer. Désespéré, 006 dit à James de finir le travail tandis qu'Ourumov lance un ultimatum de dix secondes à James Bond pour qu'il se rende. Face à la nouvelle tournure des événements, Bond règle les détonateurs sur 3 minutes afin d'être sûr de l'achèvement de la mission, quoi qu'il se passe. Alors qu'il s'avance vers Ourumov les mains en l'air, Alec s'exclame : « Pour l'Angleterre, James » et se fait abattre par le colonel. Tous les soldats se mettent alors à tirer sur Bond mais l'espion réussit à se couvrir à temps. Ourumov fait cesser les hostilités, par crainte que les réservoirs - le script précise que ces derniers contiennent un gaz neurotoxique mortel - soient touchés, et demande une dernière fois à James Bond de se rendre.

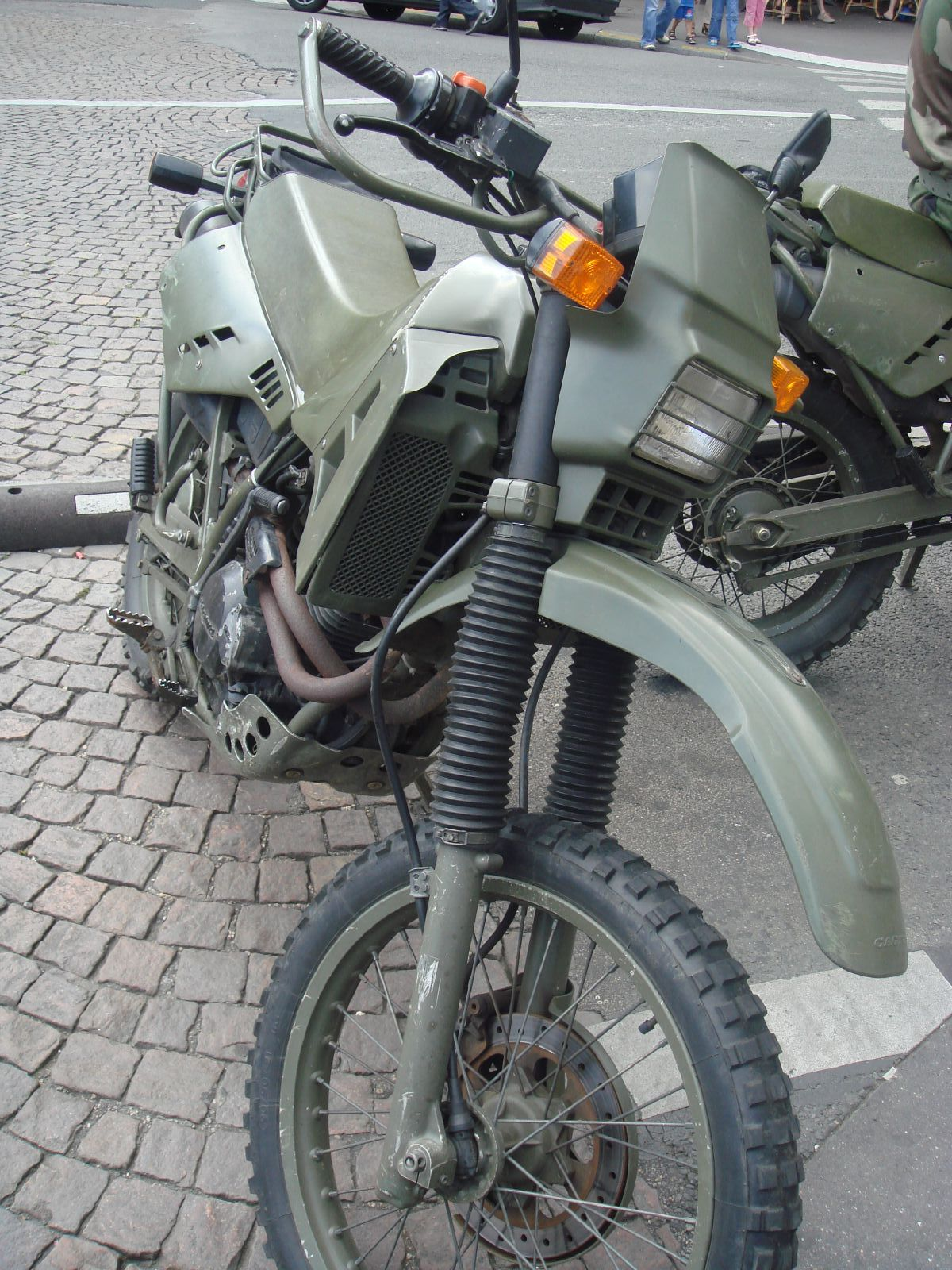
Une moto Cagiva T4, semblable à la FX d'Azem qui a été volée par James Bond au début du film.

Bond ne l'écoute pas et s'avance vers la droite de la salle en se protégeant derrière un chariot roulant rempli de barils chimiques, ce qui fait sourire Ourumov. La tension est à son comble et un soldat tire par nervosité ; Ourumov l'abat froidement pour l'exemple : il aurait pu faire exploser les barils. Après avoir traversé la salle dans toute sa largeur, toujours dans la ligne de mire du bataillon russe, Bond se heurte à un tapis roulant. Ourumov sourit une nouvelle fois et répond à Bond : « Vous ne gagnerez pas. »
Bond dévoile alors son plan en mettant en marche le tapis roulant qui mène à l'extérieur et saute dessus en faisant feu sur des grilles en hauteur dont les verrous sont détruits par les balles. Celles-ci s'ouvrent et libèrent des dizaines de barils qui tombent sur les soldats russes en pleine panique.
Bond se retrouve à l'extérieur, par un temps d'hiver ensoleillé. Un appareil civil léger se prépare à décoller sur la piste d'aviation attenante. Après avoir vidé son chargeur pour arrêter les premiers soldats qui sortent des hangars, il se met à courir vers l'avion, réussit à s'introduire dans le cockpit alors que deux motos militaires tout-terrain se lancent à sa poursuite.
Durant la bagarre avec le pilote, Bond tue le premier motard par un coup avec le Makarov du pilote, mais tous les deux sont ensuite éjectés du poste de pilotage. Le pilote (dont la forte corpulence tend vers l'humour) tombe et se retrouve percuté par le deuxième motard qui effectue un vol plané. Bond vole la moto de celui-ci, et se lance désespérément à la poursuite de sa seule échappatoire. Ourumov devine que Bond n'aura pas le temps de rattraper l'avion et dit à ses soldats d'attendre. Effectivement, l'avion arrive en bout de piste en même temps que la moto, mais au lieu de s'arrêter, Bond s'élance aussi dans le vide.
L'avion tombe dans le gouffre et Bond, en chute libre sans parachute, parvient à le rejoindre. Il se précipite sur le manche à balai et fait lentement redresser l'avion. Au moment où l'écrasement semble inévitable, l'avion réapparaît derrière la montagne et survole le complexe qui explose. Le générique musical commence.

### Vol d'hélicoptère à Monaco

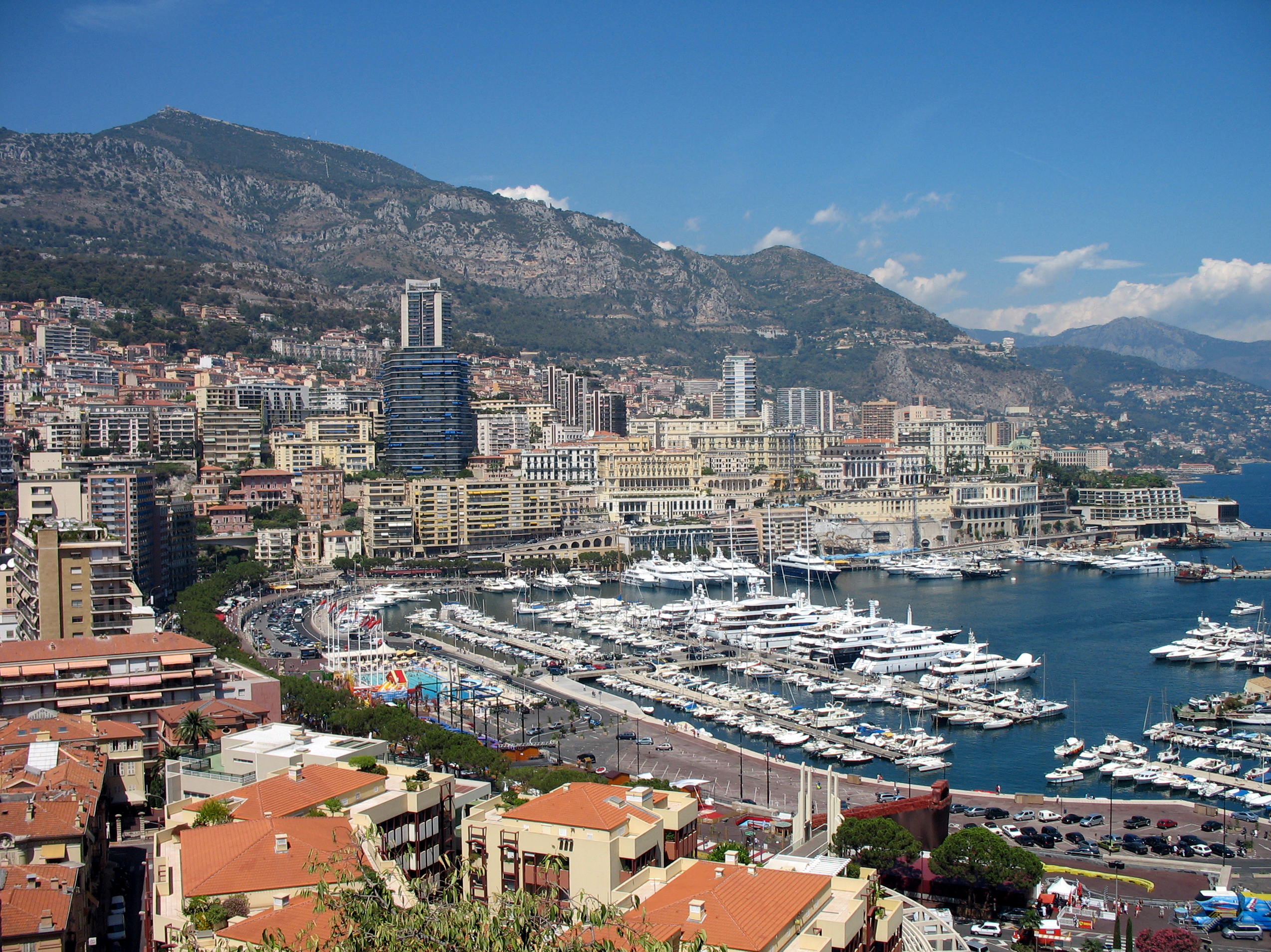
L'enquête de 007 débute à Monaco.

Neuf ans après les événements d'Arkhangelsk, conduisant une Aston Martin DB5 gris métallisé sur une route montagneuse de la Riviera française, accompagné d'une employée du MI6 chargée de l'évaluer sur sa conduite, Bond se fait doubler par une Ferrari F355 rouge, dont la charmante conductrice souhaite visiblement s'amuser. Une course poursuite s'engage alors, mettant en compétition les talents de conducteurs des deux pilotes et les performances mécaniques des voitures. Après avoir frôlé un groupe de cyclistes, Caroline - l'évaluatrice - ordonne à Bond d'arrêter le véhicule, qui obéit galamment. Profitant de cet instant de calme et d'intimité, il use ensuite de son charme légendaire pour l'obtention d'une bonne note. En contrebas de la route se dessine Monaco.
S'en allant passer une soirée au casino, Bond remarque sur le parking la Ferrari rouge, avec laquelle il avait fait la course. Il rencontre sa propriétaire lors d'une partie de baccara qu'il rejoint et remporte, ce qui agace l'inconnue. Durant leur présentation et la conversation qui s'ensuit, Bond est surpris de constater que la jeune femme géorgienne accompagne un amiral canadien, bien plus âgé qu'elle. Il commence une investigation avec une mono-lunette spéciale, au-dessus d'un amphithéâtre, et observe l'amiral et sa compagne se rendant sur un navire dénommé Manticore. Il remarque un curieux hélicoptère sur le pont d'envol d'une frégate militaire non loin de là. Après l'envoi des données, Moneypenny, secrétaire de « M » au MI6, le contacte et lui annonce que la femme qu'il a rencontrée est Xenia Onatopp, ancienne pilote de chasse soviétique et aujourd'hui en relation avec le syndicat du crime « Janus » basé à Saint-Pétersbourg. Tandis que Bond s'en va, se déroule dans le Manticore une scène sexuelle « physique » entre Xenia et l'amiral. Xenia immobilise et étouffe l'amiral, tandis qu'un complice caché dans la pièce s'empare de son laissez-passer officiel.

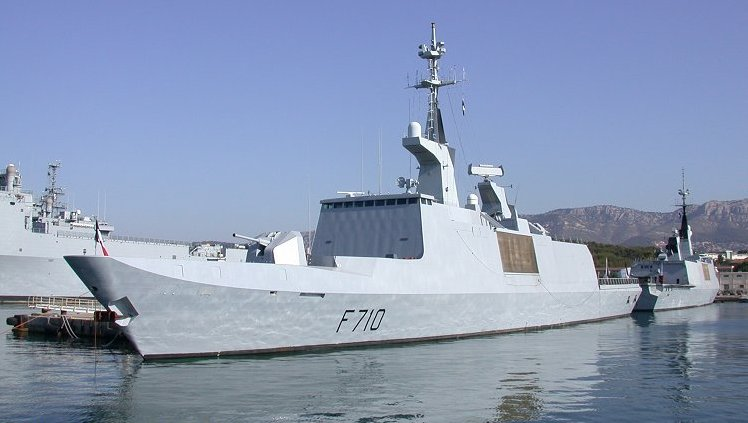
La frégate française La Fayette.

Le lendemain, Bond s'introduit discrètement dans le bateau et, après une courte bagarre avec un marin, découvre le corps de l'amiral. Il ne tarde pas à découvrir ce qui se trame : ces terroristes ont l'intention de voler le Tigre, un hélicoptère militaire à la pointe de la technologie qui est présenté le jour même au public. Il fonce jusqu'à la frégate française, où se déroule la manifestation qui vante les mérites de l'engin. Pendant ce temps, Xenia et son complice se font passer pour l'amiral et sa compagne et embarquent sur le navire grâce au laissez-passer. Xenia s'en va alors retrouver les pilotes prévus pour la démonstration et les assassine sans témoin. Avec son complice, elle prend alors leur place. James Bond s'introduit sur la frégate pour empêcher les voleurs d'agir, mais il est arrêté par des marins français avant d'arriver au but. Impuissant, il observe l'hélicoptère qui décolle et part vers l'horizon.

### Le "GoldenEye" à Severnaya

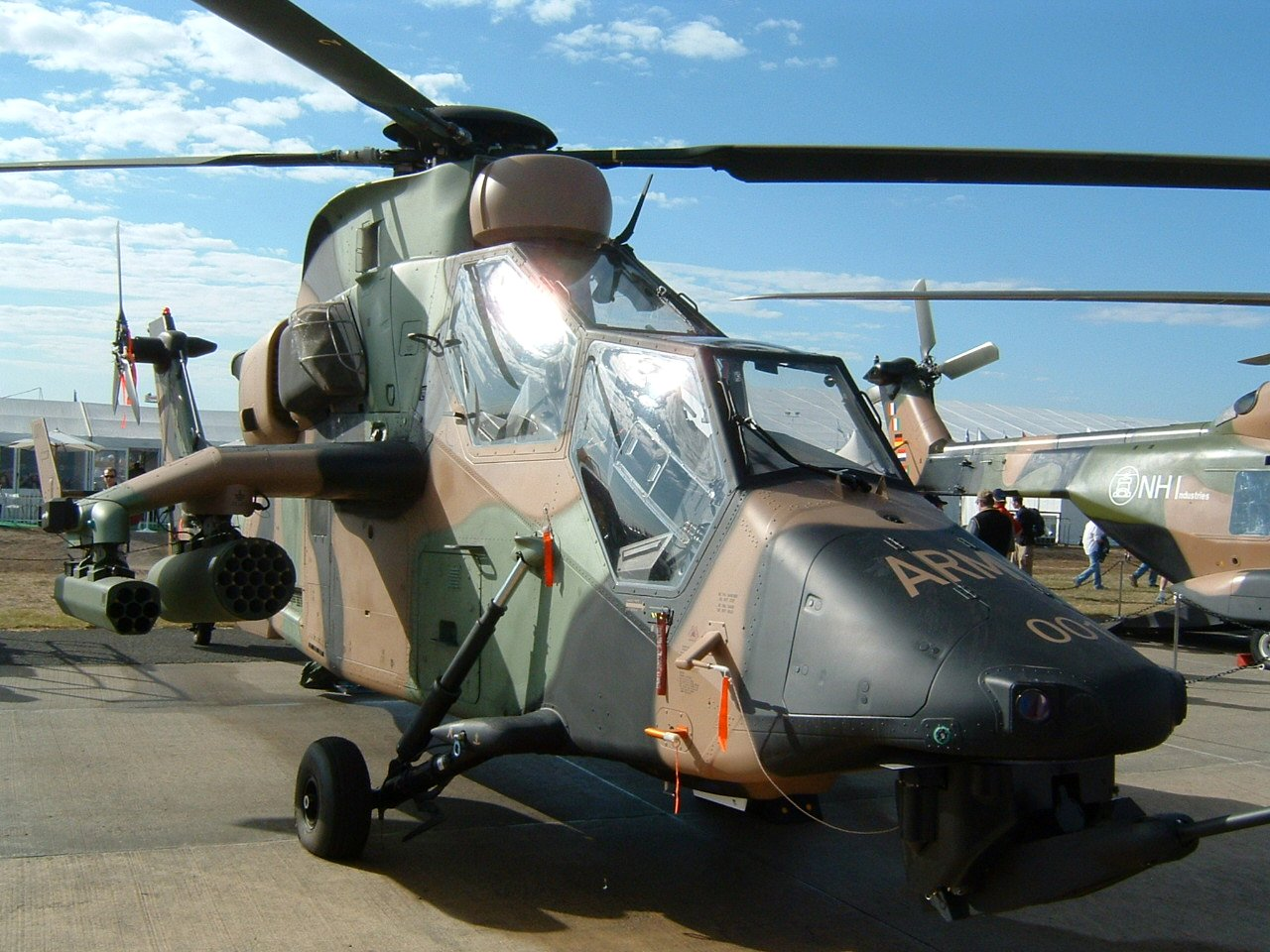
L'hélicoptère de combat Tigre.

À la base de Severnaya, une station radar censée être désaffectée située au milieu de la Sibérie, en réalité, c'est un centre de contrôle militaire qui appartient à la division russe « espace » et qui veille sur les deux armes satellites de classe GoldenEye baptisés Petya et Mischa. À l'intérieur, Boris Grishenko, l'un des programmeurs qui y travaillent, s'amuse à bloquer l'ordinateur d'une de ses collègues, Natalya Simonova. Quand celle-ci remarque le piratage, elle devine rapidement le coupable. Après s'être amusé un peu à ses dépens, Boris lui donne des indices pour trouver le mot de passe. Quand elle le trouve, une sonnerie se fait entendre. Boris retourne aussitôt à son bureau, joyeux : il vient de réussir à pirater le site internet du département de la Justice des États-Unis. Natalya s'inquiète que les Américains puissent remonter jusqu'à la base mais Boris n'est guère tracassé : il lui suffit de saisir un mot de passe pour terminer l'intrusion. Natalya demande un indice mais ne trouve pas. Le piratage accompli, Boris se lève et annonce sa victoire à tous en clamant « Je suis bien invincible ! ». Ses collègues, visiblement habitués à ses excentricités, retournent vite à leur travail. Toujours fier, Boris s'en va fumer une cigarette dehors.
L'hélicoptère volé à Monaco atterrit sous une tempête de neige, alors que Boris tente d'allumer sa cigarette. En descendent Xenia et Ourumov. Ce dernier a été promu général et chef de la division « espace », ce qui leur permet d'entrer dans la base. Il use de son autorité pour demander que soit effectué un « test inopiné des installations de GoldenEye ». Le commandant de la station obéit promptement et après avoir effectué les diverses consignes de sécurité lui remet en main propre la carte d'accès aux satellites et ses clés d'activation. Ayant obtenu ce qu'ils étaient venus chercher, Xenia passe à l'action et assassine avec joie tous les membres de l'équipe présents sur place. Natalya, qui était en train de préparer du café dans les cuisines, échappe de peu à ce massacre en se cachant. Ceci fait, Ourumov arme le satellite GoldenEye et verrouille une cible : le site de Severnaya. Un survivant mal-en-point arrive néanmoins à faire sonner l'alarme avant d'être achevé par Xenia. Prévenues, les autorités russes font décoller trois MiG d'une autre base en direction de Severnaya. Le signal de détresse est aussi intercepté par le MI6. Les terroristes partis, Natalya sort de la cuisine et assiste au compte à rebours final avant l'activation d'un des satellites GoldenEye. L'arme spatiale génère une puissante impulsion électromagnétique, qui la détruit entièrement, fait sauter tous les appareils de la station radar et dérègle les instruments de vol des MiG. Deux explosent en plein ciel, tandis que le troisième s'écrase sur l'antenne parabolique de la station. Elle s'effondre en transperçant le toit du bâtiment, manquant de peu de tuer Natalya, mais lui permettant de s'échapper de l'édifice. N'ayant pas trouvé Boris parmi les victimes du massacre, elle essaye de le trouver dehors, sans succès. Elle décide alors de s'enfuir grâce à un traîneau.

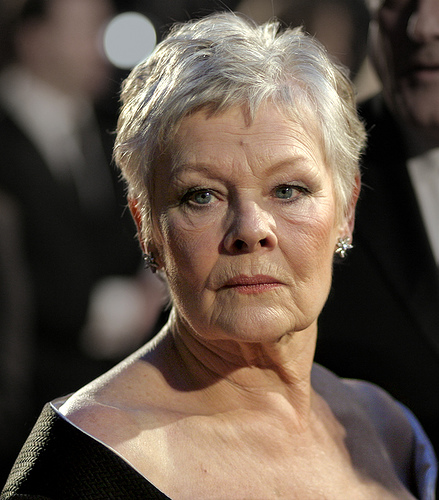
Joué pour la première fois par une femme, l'actrice Judi Dench, « M » assoit très vite son autorité.

À Londres, dans le QG du MI6, peu avant la destruction de Severnaya, James Bond est en présence de « M », Tanner, « Q » et Moneypenny. Après une coutumière, mais cette fois infructueuse, tentative de charme auprès de Moneypenny, James fait la connaissance de sa nouvelle supérieure. Le briefing ne tarde pas. Tanner expose les faits : ils ont capté un signal de détresse venant de la station Severnaya et ont découvert avec un de leurs satellites la présence de l'hélicoptère Tigre. Le MI6 a d'abord pensé que cette base pouvait être la station au sol d'un système d'armes basées dans l'espace mais croyait que les Russes n'avaient pas les finances ni la technologie requise pour ce complexe. Au milieu du briefing, le groupe assiste à l'activation d'un des satellites GoldenEye, qui explose et génère son impulsion électromagnétique. Deux satellites à proximité sont mis hors d'usage. Quand un autre réussit à reprendre le contact visuel, le complexe est détruit. En effectuant un zoom, Bond découvre un survivant dans les décombres. « M » met fin au briefing et souhaite voir Bond dans son bureau. Après un échange verbal où chacun exprime ses quatre vérités, « M » donne l'ordre à Bond de se rendre en Russie pour en savoir plus sur GoldenEye. Il passe auparavant chez « Q » qui lui présente les nouveaux gadgets mis à sa disposition, comme un stylo explosif ou une ceinture à piton. Il part en avion pour Saint-Pétersbourg où il doit rencontrer un certain agent de la CIA : Jack Wade. Au même moment, à Saint-Pétersbourg, le général Ourumov ment au ministre de la défense Mishkin sur l'affaire Severnaya et l'existence d'un autre satellite GoldenEye. Il va jusqu'à présenter sa démission pour appuyer ses dires. Le conseil le croit et refuse cordialement cette dernière.

### Enquête à Saint-Pétersbourg
Après que James a pris contact avec Jack Wade à Saint-Pétersbourg, ce dernier lui suggère d'interroger Valentin Zukovsky, un ancien officier du KGB devenu mafieux et concurrent de Janus. Bien qu'il ait par le passé tiré une balle dans le genou, volé la voiture et séduit la femme de cet homme, Bond décide d'aller l'interroger. Pendant ce temps, Natalya réussit à retrouver Boris via un réseau informatique. Ils se donnent rendez-vous à l'église de Smolensk. Mais lorsque Natalya arrive, Boris est accompagné par Xenia.
Dans le bar-cabaret de Valentin, Bond prend ses précautions en braquant son arme dans le dos de Valentin avant tout dialogue. Zukovsky devine qu'il s'agit d'un agent britannique par le son du Walther PPK, 7,65 mm, peu avant que ses sbires ne mettent Bond en joue. Après une discussion tendue et un accord financier, Bond obtient son rendez-vous avec Janus. Le soir même, au lieu indiqué, aux thermes, un violent et sulfureux affrontement l'oppose à Xenia, émissaire de Janus. Vainqueur, 007 lui ordonne de le mener à Janus.

Le Walther PPK 7.65 mm, arme favorite de Bond, sera remplacé dans l'opus suivant par le Walther P99.

Le lieu où ils arrivent en pleine nuit est sinistre : c'est un parc où sont stockées d'anciennes statues datant de l'ère soviétique. Après avoir assommé Onatopp, Bond se met en route, arme au poing. Des bruits discrets laissent supposer qu'on le surveille. Un homme sort alors d'une porte éclairée : c'est le coup de théâtre du film car il s'agit d'Alec Trevelyan, l'agent du MI6 et ami de Bond qui était censé avoir péri neuf ans plus tôt. Il commence une diatribe revancharde envers Bond et l'Angleterre. Les raisons de sa haine sont simples : ses parents étaient des Cosaques de Lienz qui ont subi la trahison britannique en 1945 et furent envoyés à la mort en les laissant aux mains des sbires de Staline. Les brûlures sur son visage sont dues à l'explosion des mines que Bond avait avancées de trois minutes à Arkhangelsk. Après cette discussion, Bond met Trevelyan en joue quand il s'exclame « c'est l'heure où le pub ferme, dernier appel », qui était la phrase-code pour que ses hommes de mains endorment James avec une fléchette anesthésique. Bond s'écroule. Il se réveille dans le cockpit du Tigre, ligoté à l'avant, avec la seule témoin qui reste de l'affaire, Natalya, qui hurle pour le réveiller. Deux missiles Mistral sont tirés automatiquement de l'hélicoptère, avec comme cible l'hélicoptère lui-même. Avec l'énergie du désespoir, Bond frappe le bouton d'éjection du siège éjectable avec sa tête. Le cockpit s'envole, l'hélicoptère explose, et les parachutes s'ouvrent. À l'atterrissage, des soldats de l'armée russe arrivent et les entourent.

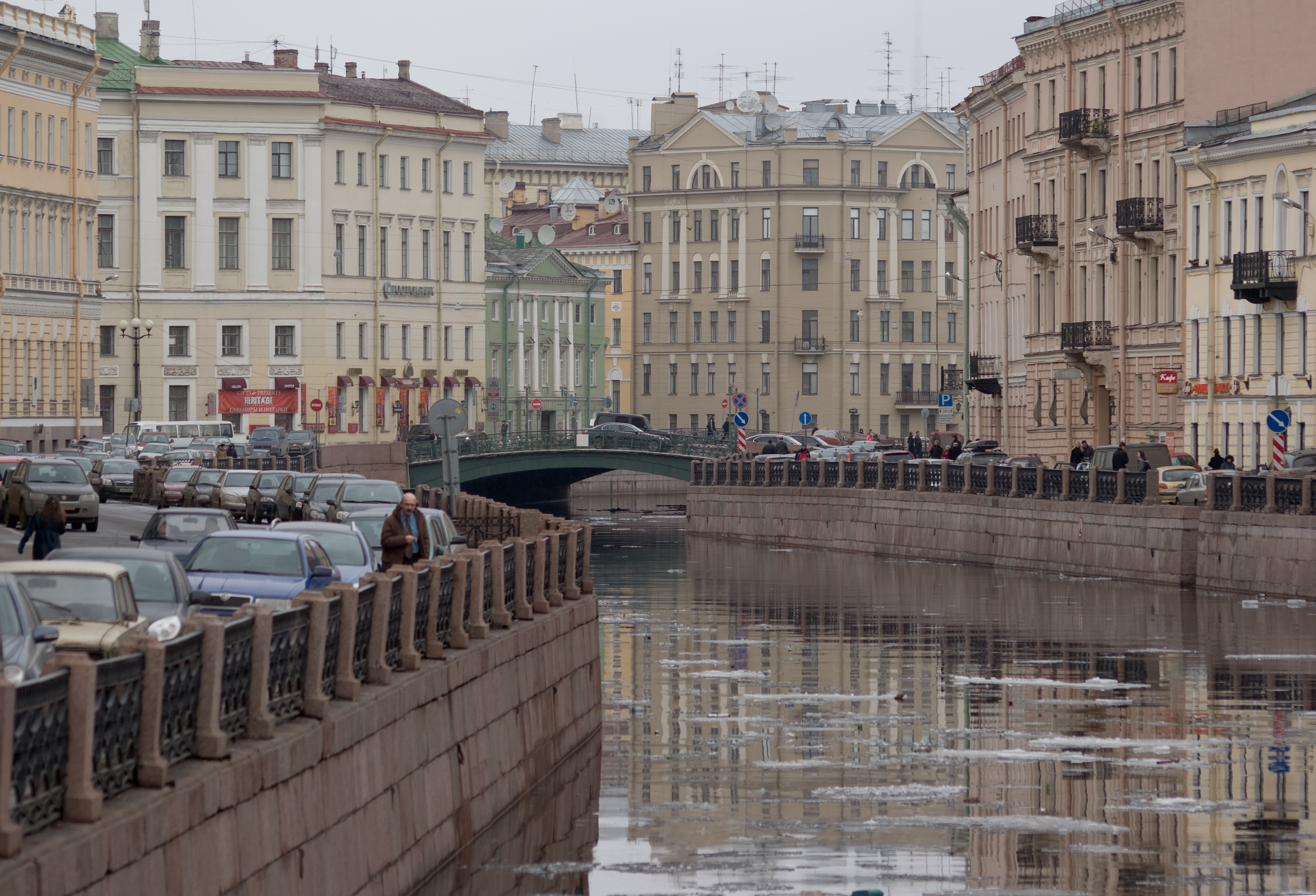
La poursuite en char se déroule dans les rues de Saint-Pétersbourg.

James et Natalya sont incarcérés dans une prison militaire afin d'y être interrogés par le ministre de la Défense, Mishkin. Quand l'interrogatoire commence, Bond joue la carte de l'humour sans résultat, puis la discussion s'envenime jusqu'à ce que Natalya y mette un terme en révélant au ministre tout ce qu'elle sait, notamment que c'est le général Ourumov qui a déclenché l'arme et détruit Severnaya. C'est alors qu'Ourumov fait irruption dans la salle en protestant que c'est à lui de mener l'enquête et d'interroger les témoins. Le ministre lui refuse ce droit au vu des révélations qu'il vient d'apprendre. La situation dérape, Ourumov abat le ministre ainsi que le soldat présent dans la pièce avec l'arme de Bond posée sur le bureau. Puis il remet cette arme déchargée à Bond pour faire croire qu'il est responsable de ces meurtres. Il se prépare à assassiner l'agent et la programmeuse quand 007 détourne son attention en lui envoyant une chaise. L'espion anglais en profite pour ramasser l'AKS-74U du garde abattu par Ourumov et s'enfuir dans le bâtiment avec Natalya. Après d'innombrables échanges de tirs avec les soldats russes dans les archives militaires et une partie de cache-cache, Natalya est capturée par Ourumov. Le général l'emmène dans sa voiture et donne l'ordre au chauffeur de se rendre à un ancien dépôt militaire. Bond ne se décourage pas et se sert de sa ceinture-piton pour se balancer et sortir en cassant une fenêtre. Il tombe sur la bâche d'un camion militaire stationné.

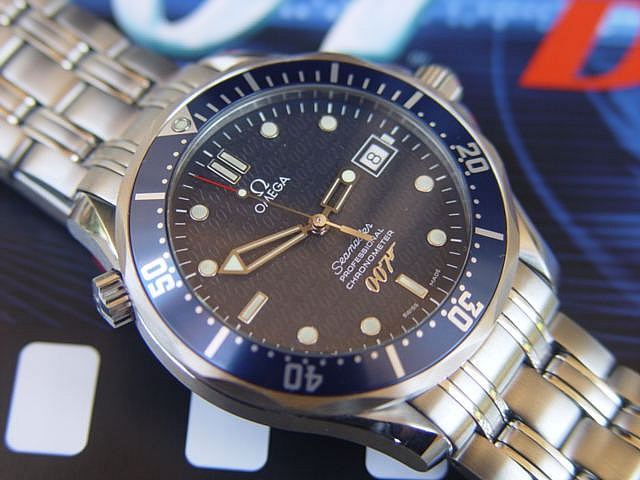
La montre Omega modifiée par « Q » peut émettre un laser.

La voiture noire d'Ourumov s'enfuit. Bond vole un char T-55. Il traverse un mur en briques et se retrouve derrière la voiture d'Ourumov. Une poursuite en pleine ville s'ensuit, détruisant une statue, un camion transportant des milliers de bouteilles, un bâtiment et des dizaines de voitures. Ourumov arrive miraculeusement à destination sain et sauf et embarque Natalya avec lui dans le train blindé de Janus. Bond arrive trop tard pour les arrêter, mais va attendre le train devant un tunnel à la sortie de la ville. Alors que, sur ordre de Trevelyan, le train arrive sur lui à pleine vitesse, Bond tire un obus puis va se cacher en contrebas de la voie. Le train enflammé par l'obus percute le char et se retrouve immobilisé. James investit le wagon, mais Ourumov tient Natalya en otage. 007 informe Ourumov que Trevelyan est un Cosaque de Lienz et qu'il trahira les Russes aussi facilement que les Anglais, ce qui décontenance un peu le général. Alec, guère perturbé, met son ancien ami devant un choix difficile : « La fille, ou la mission ? ». Armé de l'AKS-74U, Bond bluffe en disant que la fille ne représente rien pour lui.
Dès qu'Alec fait un signe de tête vers Ourumov pour qu'il tue Natalya, Bond se retourne vers ce dernier, surpris, et l'abat d'une rafale. Il n'a cependant pas le temps d'en finir avec Alec et Xenia, qui s'enfuient en bloquant toutes les portes. Bond et Natalya sont donc enfermés dans un wagon avec un blindage de 2,5 cm. Alec le prévient que tout va exploser dans « les mêmes six minutes que toi tu m'avais accordé », avant de s'enfuir grâce à un petit hélicoptère dissimulé dans un autre wagon. Bond comprend que l'explosion va en réalité avoir lieu dans trois minutes, comme lorsqu'il a modifié la minuterie des bombes qui ont blessé Alec. L'espion entreprend de percer un carré dans le sol à l'aide de sa montre équipée d'un puissant laser. Pendant ce temps, Natalya examine un ordinateur dans le wagon et repère Boris sur le réseau. Sachant désormais qu'il travaille avec les terroristes, elle cherche à le localiser en utilisant le programme de son ancien collègue programmeur qui trace l'émetteur de fichiers (comme à Severnaya). Boris se rend compte qu'on essaye de le repérer et détruit son serveur, manquant de s'électrocuter en arrachant les circuits imprimés. Natalya découvre qu'il est à Cuba, mais ne parvient pas à le localiser précisément, la communication s'étant coupée. Bond et Natalya s'échappent du train au dernier moment, puis décident d'aller enquêter à Cuba.

### Lutte finale à Cuba

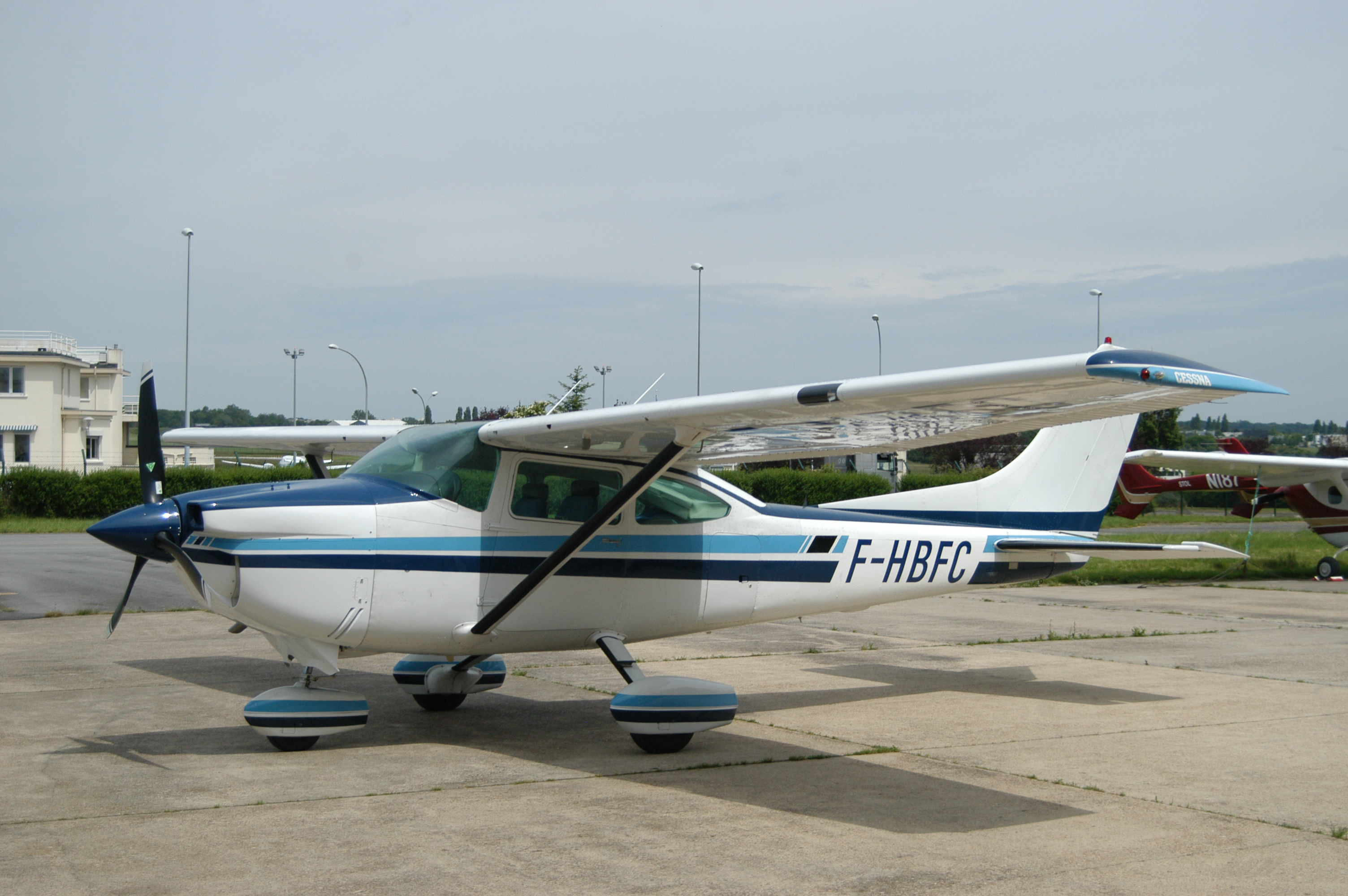
James Bond utilisera un Cessna pour ses recherches au-dessus de Cuba.

À Cuba, James Bond et Natalya rencontrent Jack Wade qui « plante des figuiers » dans le coin. Ils lui empruntent son avion à la recherche d'une antenne « de la taille d'un terrain de foot ». Le soir, Natalya console Bond qui doit tuer son ancien ami avec qui il était très proche et passent la nuit ensemble. Le lendemain, ils prennent l'avion à la recherche de l'antenne.
Après avoir refait un passage au-dessus d'un lac, un missile sorti de l'eau les touche et troue l'aile droite de l'avion qui s'écrase violemment dans la jungle. Indemnes mais sonnés, Bond et Natalya s'évanouissent. L'arrivée d'un hélicoptère réveille 007, qui se remet péniblement debout. Il voit une forme en contre-jour s'apprêtant à descendre par un filin. La forme descend brusquement à toute vitesse et vient frapper Bond : c'est Xenia qui vient chercher sa vengeance. Après un court combat en sa défaveur, Bond réussit à prendre l'AKS-74U de son adversaire, à accrocher le mousqueton du filin relié a l’hélicoptère a son harnais et tire sur l'hélicoptère qui perd tout contrôle et s'écrase dans la jungle, emportant du même coup Xenia. Elle se retrouve écrasée contre un arbre fendu.
Poursuivant leur recherche près du lac, Bond et Natalya arrivent au moment où Alec, dans sa base secrète, donne l'ordre de faire monter l'antenne. Le lac est alors vidé devant leurs yeux, et la parabole dissimulée sous l'eau s'élève et prend position, immense. Cherchant une entrée, ils se font repérer et tirer dessus, ce qui les fait tomber sur la surface bétonnée et extrêmement glissante du lac artificiel. Ils évitent de justesse une chute mortelle dans le conduit d'évacuation grâce à Bond qui réussit à prendre pied sur le court rebord. Ils sont chanceux dans leur malheur car ce conduit dissimule une entrée vers la base de Janus. Le complexe est similaire à celui de Severnaya, mais en plus spacieux et plus moderne. Il y a trois étages soutenus par des piliers, permettant une vue de toute part sur la salle de contrôle dotée d'un immense écran, relié au deuxième GoldenEye. Natalya s'en va discrètement reprogrammer le satellite de façon qu'il rentre dans l'atmosphère et se désintègre, mettant fin à la menace terroriste, tandis que Bond part placer des mines télécommandées sur des réservoirs de carburant. Mais il se fait surprendre et capturer. Amené devant Alec, ce dernier devine aussitôt que Bond n'est pas venu seul et demande qu'on trouve la fille. Les soldats ne tardent pas à la repérer et à la déloger. Elle réussit cependant à exécuter la manœuvre qu'elle a programmée. Trevelyan dévoile fièrement son plan à Bond : il a l'intention de « braquer » informatiquement la Banque d'Angleterre puis d'activer l'arme du satellite au-dessus de Londres afin d'effacer toute trace du délit, vengeant ainsi les Cosaques de Lienz et renvoyant l'Angleterre à l'âge de pierre.

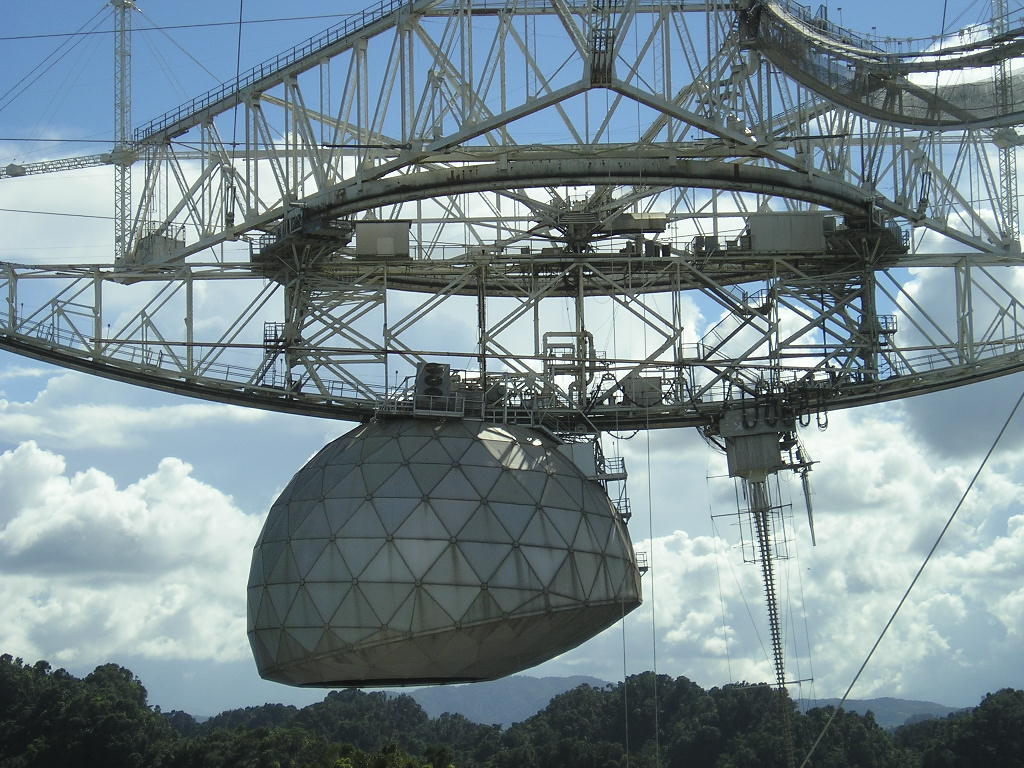
Le radiotélescope d'Arecibo servit de décor pour l'affrontement final.

Natalya retrouve Boris, qui a été engagé par Janus pour travailler sur la programmation du deuxième GoldenEye. Alors qu'elle se dispute violemment avec lui pour avoir trahi ses collègues à Severnaya et son pays, l'alarme retentit. Boris découvre que Natalya a détourné le satellite et entreprend de le reprogrammer. Tandis que tous l'observent, Boris joue fébrilement avec le stylo pris par inadvertance à Bond, celui donné par « Q » auparavant et qui contient un explosif déclenchable par trois clics sur le bouchon et désamorçable de la même façon. Après de multiples clics, Boris, n'arrivant pas à défaire les modifications de Natalya, se lève et exige qu'elle lui remette le mot de passe qu'elle a entré, alors que son stylo est prêt à exploser. Bond l'a deviné et fait valser le stylo qui explose près des réservoirs. Dans la confusion qui s'ensuit, il réussit à s'échapper avec Natalya par un ascenseur.
Boris étant capable de casser le mot de passe si on lui en laisse le temps, Bond doit rendre l'antenne non-opérationnelle. Natalya se charge d'avertir Jack Wade, prend en otage le pilote d'un hélicoptère. Tandis que James se dirige vers le centre de la parabole, Alec le poursuit par un téléphérique, fou furieux. Après que tous deux ont vidé leurs armes, ils se retrouvent dans le noyau de l'antenne, peu de temps après que Bond a réussi à bloquer une chaîne motrice avec une barre en fer. Commence alors une très violente altercation à mains nues avec son ancien ami, qui les mène jusqu'à une petite plate-forme de deux mètres de diamètre, à cinquante mètre au-dessus du fond du lac artificiel. Au terme du duel, Alec bascule dans le vide, mais Bond le retient par le pied droit. Sachant pertinemment ce qui l'attend, Alec demande « Pour l'Angleterre, James ? » pour savoir au nom de quoi Bond va agir, ce à quoi l'espion répond : « Non. Pour moi. », avant de lâcher Alec dans le vide. Ce dernier survit néanmoins à sa chute. Bond saute et s'accroche à l'hélicoptère que Natalya a réquisitionné, et ils s'éloignent de l'antenne qui explose quelques instants plus tard. Les débris en flammes tombent droit vers le lac artificiel et la base de Janus située en dessous, achevant Alec lorsqu'ils s'écrasent. Incontrôlable, le deuxième satellite GoldenEye se désintègre dans les hautes couches de l'atmosphère. Boris a miraculeusement survécu à la destruction du complexe radar. Il se redresse au milieu des décombres enflammés en s'exclamant une nouvelle fois « Je suis bien invincible ! ». Mais ses réjouissances sont vite interrompues par l'explosion des réservoirs du système de refroidissement des ordinateurs. Le programmeur est aspergé d'azote liquide qui le congèle et le tue instantanément.
À l'atterrissage de l'hélicoptère de Bond et Natalya, Jack Wade fait une dernière fois son apparition, avec des marines habilement camouflés. Le film se termine lorsque les hélicoptères qui les emmènent s'en vont face au soleil.

## Fiche technique
- Titre français et original : GoldenEye
- Titre québécois : L'Œil de feu : Goldeneye
- Réalisation : Martin Campbell
- Scénario : Jeffrey Caine (en) et Bruce Feirstein (en), d'après une histoire de Michael France, d'après les personnages créés par Ian Fleming
- Musique : Éric Serra
  - Chanson du générique : GoldenEye écrite par Bono et The Edge de U2 et interprétée par Tina Turner
  - Chanson du générique de fin : Experience of Love écrite et interprétée par Eric Serra
- Décors : Peter Lamont
- Costumes : Lindy Hemming
- Photographie : Phil Meheux
- Montage : Terry Rawlings
- Production : Michael G. Wilson et Barbara Broccoli
- Société de production : EON Productions, Danjaq et United Artists
- Sociétés de distribution :
  - Royaume-Uni / France : United International Pictures
  - États-Unis et Canada : MGM/UA Distribution Co. et United Artists
- Budget : 58 000 000 USD
- Pays de production :  Royaume-Uni /  États-Unis
- Langues originales : anglais, russe et espagnol
- Format : couleur - 2,35:1 - 35 mm - Dolby Digital DTS
- Genre : espionnage, action
- Durée : 130 minutes
- Dates de sortie[8] :
  - États-Unis : 13 novembre 1995 (première mondiale à New York), 17 novembre 1995 (sortie nationale)
  - Royaume-Uni : 21 novembre 1995 (première à Londres), 24 novembre 1995 (sortie nationale)
  - France : 20 décembre 1995

## Distribution

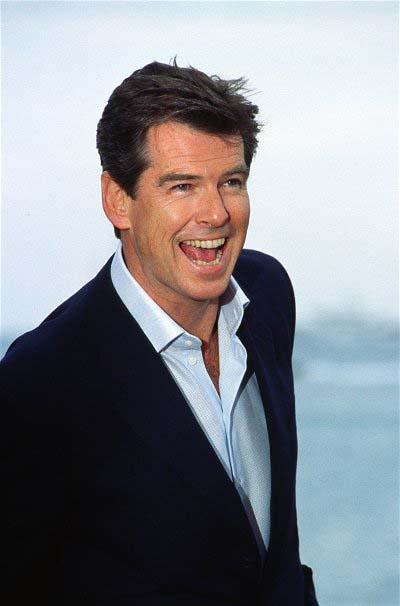
Pierce Brosnan succède à Timothy Dalton dans le rôle de James Bond.

En référence partielle combinée à la fin du film.

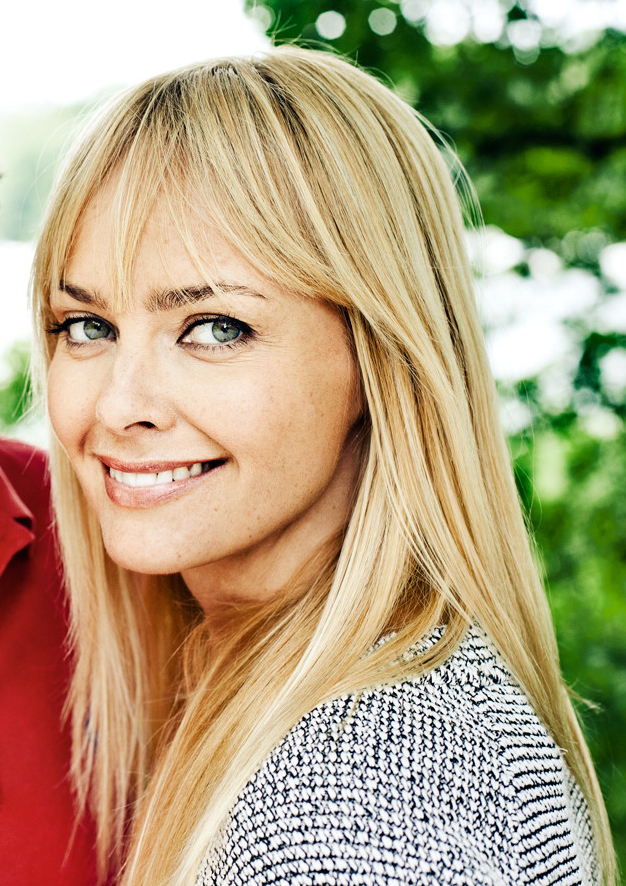
Izabella Scorupco est la James Bond girl Natalya Simonova.

- Pierce Brosnan (VF : Emmanuel Jacomy) : James Bond 007
- Sean Bean (VF : Patrice Baudrier) : Alec Trevelyan (006) / Janus
- Izabella Scorupco (VF : Brigitte Barillet) : Natalya Fyodorovna Simonova
- Famke Janssen (VF : Monika Lawinska) : Xenia Zirgavna Onatopp
- Joe Don Baker (VF : Jacques Richard) : Jack Wade, vétéran de la CIA
- Judi Dench (VF : Liliane Gaudet) : « M »
- Robbie Coltrane (VF : Alexandre Banguerski) : Valentin Dmitriovich Zukovsky, mafieux russe et ex-agent du KGB
- Tchéky Karyo (VF : Lui-même) : Dimitri Mishkin, ministre de la Défense russe.
- Gottfried John (VF : Igor De Savitch) : Arkady Grigorovich Ourumov
- Alan Cumming (VF : Nikita Sarnikov) : Boris Ivanovitch Grishenko
- Michael Kitchen (VF : Serge Blumenthal) : Bill Tanner
- Serena Gordon (VF : Françoise Dumont) : Caroline
- Desmond Llewelyn (VF : Louis Arbessier) : « Q »
- Samantha Bond (VF : Brigitte Virtudes) : Miss Moneypenny
- Simon Kunz (VF : Laurent Morteau) : major russe commandant la base de Severnaya.
- Pavel Douglas (en) (VF : Michel Castelain) : capitaine français présentant l'hélicoptère Tigre.
- Olivier Lajous (VF : Lui-même) : officier français de la frégate militaire.
- Billy J. Mitchell (VF : Jean-François Lalet) : Amiral Chuck Farrel de la Marine royale canadienne.
- Constantine Gregory (en) (VF : Hervé Colombel) : responsable informatique à Saint-Pétersbourg.
- Minnie Driver : Irina, chanteuse et maîtresse de Valentin Zukovsky. (caméo)
- Michelle Arthur (en) (VF : Maria Banguerski) : Anna J. Nishikov, collègue de Natalya.
- Ravil Isyanov (VF : Christian Moro) : pilote de MiG survolant Severnaya.
- Vladimir Milanovich : croupier au casino de Monaco.
- Trevor Byfield (en) : conducteur du train blindé de Janus.
- Peter Majer : Dimitri, le garde du corps de Valentin Zukovsky.
- Simon Crane : lieutenant François Brouse, copilote de l'hélicoptère Tigre. (caméo) (non crédité)
- Wayne Michaels : commandant Bernard Jaubert, pilote de l'hélicoptère Tigre. (caméo) (non crédité)
- Martin Campbell : un des cyclistes renversés lors de la course-poursuite entre Bond et Xenia. (caméo) (non crédité)
- Michael G. Wilson : membre du conseil de la sécurité russe. (caméo) (non crédité)

Sources et légendes : Version française (VF) sur AlloDoublage

### Personnages

#### Alec Trevelyan

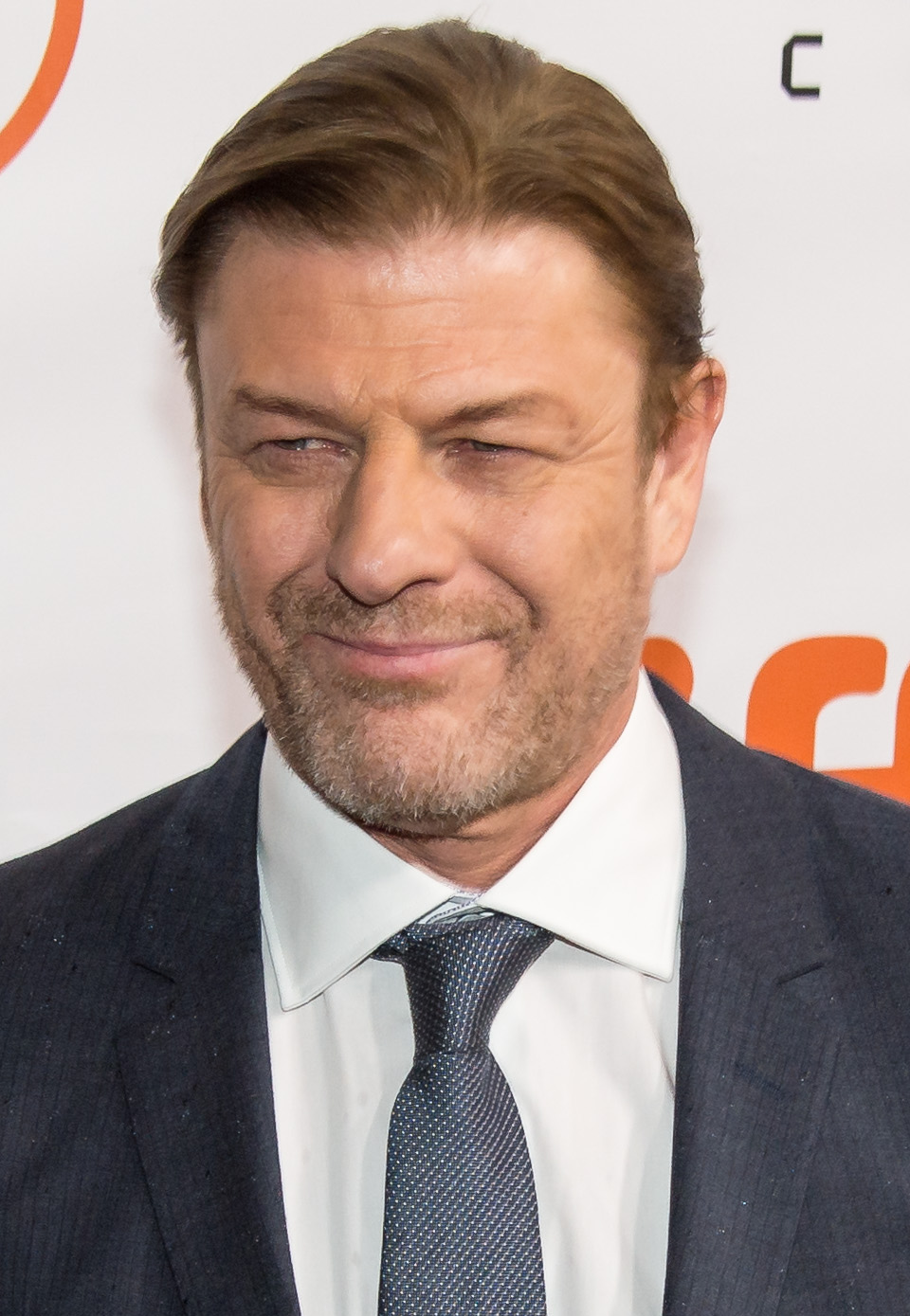
Sean Bean interprète Alec Trevelyan, ami puis adversaire de Bond.

##### 006
Alec Trevelyan ['ælɪk 'tɹevəljən] est un agent du MI6 connu sous le matricule de 006. Ami et collègue de James Bond, il se fait passer pour mort, avec la complicité du colonel Ourumov, au cours d'une mission ayant pour but la destruction de la fabrique d'armes chimiques d'Arkhangelsk en Union soviétique. Il aura la moitié du visage brûlé durant l'opération, blessure qu'il attribuera toujours à Bond.

##### Janus le terroriste

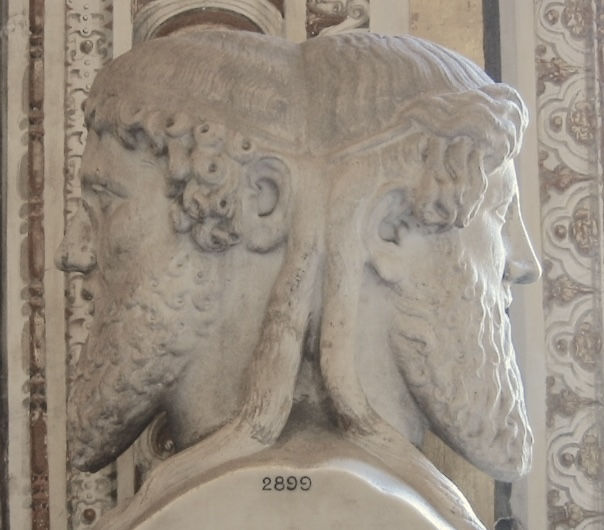
Janus est un dieu romain ayant deux visages.

Durant les neuf années suivantes, Trevelyan prend le pseudonyme de « Janus » et dirige l'organisation criminelle du même nom. Il prépare alors sa vengeance contre l'Angleterre. Alec Trevelyan est le fils de Cosaques, collaborateurs des nazis et internés en camp à Lienz en Autriche. Malgré leur parole, les officiers britanniques les ont remis aux autorités soviétiques de Staline à la fin de la Seconde Guerre mondiale puis massacrés. Son père, survivant de cette tragédie, ne put s'en remettre et se suicida après avoir tué sa femme. À l'époque, Alec n'avait que six ans et fut pris en charge par le MI6 avant de travailler pour le gouvernement britannique, qui croyait qu'il ne se souviendrait pas de ces événements. Son autre vengeance est envers Bond qui l'a défiguré.
Son plan : voler l'hélicoptère Tigre insensible aux IEM, l'utiliser pour envoyer à Severnaya un général russe à sa solde, Ourumov, qui prendra possession des satellites GoldenEye et détruira leur centre de commande. Le dernier satellite de classe GoldenEye sera activé au-dessus de Londres après que Janus aura « braqué » informatiquement la Banque d'Angleterre, dissimulant son vol et faisant retomber l'Angleterre à l'âge de pierre via la destruction de toutes les données informatiques essentielles : identité, monnaie…
Trevelyan sera tué au cours de son affrontement contre Bond sur l'antenne parabolique géante de Cuba.

##### Origine du pseudonyme
Janus est un dieu romain (dieu des portes) aux deux visages ; l'un tourné vers l'arrière symbolisant le passé; l'autre vers l'avant symbolisant le futur. Il est entre autres à l'origine de l'étymologie du mois de janvier. Comme Janus, Alec a physiquement deux visages, celui brulé reste dans le passé - les motifs de ses vengeances envers l'Angleterre et Bond -, et l'autre regarde vers l'avenir, car il espère l'accomplissement de ses plans.

#### Xenia Onatopp

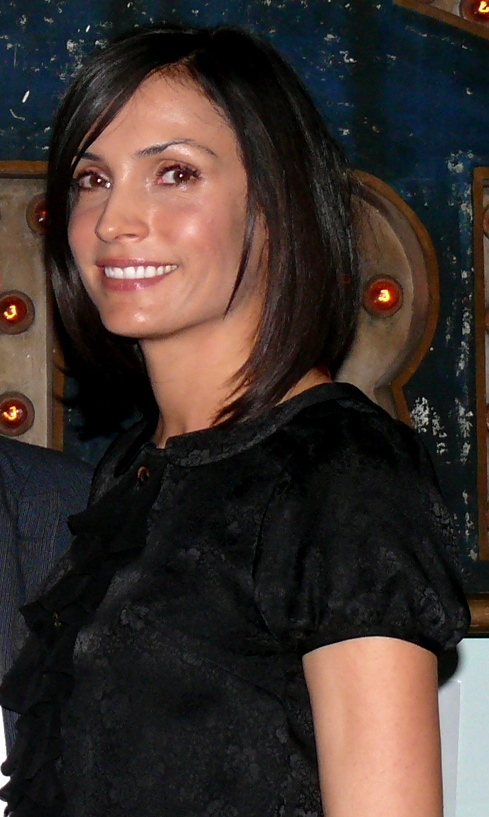
Famke Janssen joue le rôle de Xenia Onatopp.

Xenia Zirgavna Onatopp, originaire de l'ancienne République soviétique de Géorgie, fut une pilote de chasse dans l'Armée de l'air soviétique. Après l'effondrement de l'URSS, elle a rejoint le syndicat du crime « Janus » dirigé par le traître du MI6, l'agent Alec Trevelyan.
Xenia parvient à voler l'hélicoptère Tigre en utilisant ses charmes. Par la suite, elle infiltre le complexe de Severnaya, aux côtés d'Ourumov, et massacre son personnel.
Elle est tuée par Bond dans la jungle cubaine.
Perverse et sado-masochiste, Xenia aime autant faire mal que souffrir. À cet égard, de nombreuses scènes du film choquèrent à l'époque pour leur contenu sexuel, voire pornographique. De ce fait, des scènes ont été supprimées dans certaines versions (cf infra) Bien qu'en 1995, ce genre de spectacles était plus rare, notamment à la télévision, ce film reste encore aujourd'hui « un peu cru », comme en témoignent les scènes du bateau, du massacre, des bains et de la jungle, parfois coupées dans certaines versions. Le début du film peut laisser penser que Xenia est une James Bond girl, du moins jusqu'à la scène avec l'amiral.

#### Boris Grishenko
Boris Ivanovitch Grishenko est un talentueux programmeur et hacker informatique russe qui a été jusqu'à pirater le département de la Justice des États-Unis. Il travaille au complexe spatial et militaire de Severnaya (en Sibérie) qui veille sur les deux armes satellites, Petya et Mischa. Il est généralement vêtu d'une chemise hawaïenne et d'un short, et porte des lunettes. De caractère fier et arrogant, comme il le montre souvent en s'exclamant « Je suis bien invincible ! » à chacune de ses réussites, ses collègues voient en lui un farceur ennuyeux et n'affectionnent pas spécialement ses plaisanteries, notamment ses habitudes d'utilisation de mots d'argot sur les seins ou les fesses comme mots de passe. Boris aime jongler avec un stylo tout en travaillant, et dactylographie donc fréquemment avec une seule main.
Trevelyan a besoin de lui pour ses talents de programmeur mais n'apprécie guère son attitude et son caractère.
Il meurt congelé après la destruction du centre de contrôle de Janus à Cuba.
Personnage original, voire parodique, Grishenko a acquis une certaine notoriété dans la culture geek. En témoigne l'hommage que lui firent les créateurs du lecteur multimédia VideoLAN en baptisant la version 0.92 de leur logiciel Grishenko.

#### Arkady Ourumov

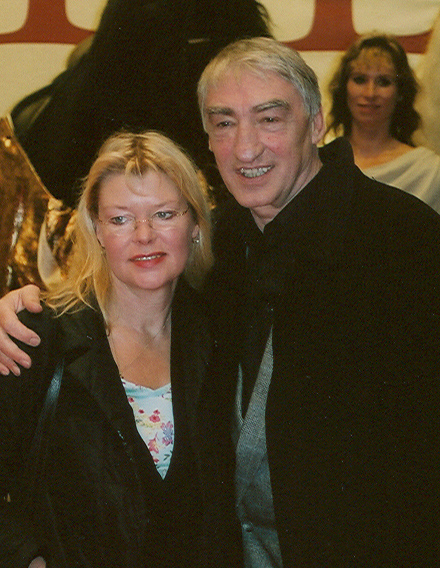
Gottfried John (ici avec son épouse en décembre 2004) incarne le général Ourumov.

Engagé dans l'Armée soviétique à 18 ans, Arkady Grigorovich Ourumov (en russe Аркадий Григорович Урумов) est un personnage ambitieux, prêt à tout pour arriver à ses fins. Il est colonel, responsable de l'usine d'armes chimiques d'Arkhangelsk, au début du film. On le retrouve comme général, chef des Forces spatiales russes, après l'ellipse de neuf ans.
Ourumov est un personnage essentiel dans les plans de Trevelyan. C'est lui qui, accompagné de Xenia Onatopp, vole la clef d'activation du GoldenEye.
Malgré son caractère autoritaire, il semble intimidé par Alec Trevelyan.
Il est abattu par Bond dans le train blindé après avoir appris les origines de Trevelyan.

#### Natalya Simonova
Natalya Fyodorovna Simonova travaille comme programmeuse de niveau 2 aux installations de Severnaya, ses travaux impliquent les systèmes de guidage des missiles. Janus essayera de la tuer car elle est l'unique survivante du massacre de Severnaya et de l'explosion d'un GoldenEye. Natalya accompagne 007 à Cuba afin de désarmer le GoldenEye.

## Variantes et versions retouchées

### Un film différemment publié
GoldenEye a fait l'objet de plusieurs accroches publicitaires :
- (fr) "Vous connaissez le nom. Vous connaissez le numéro."
- (en) "You know the name. You know the number."
- (fr) "Pas de limites. Pas de peurs. Pas d'alternatives."
- (en) "No limits. No fears. No substitutes."
- (fr) "Quand le monde est pris pour cible, et que la menace est réelle. On ne peut compter que sur un seul homme."[14]
- (en) "When the world is the target and the threat is real, you can still depend on one man."
- (fr) " Il n'y a aucune alternatives."
- (en) "There is no substitutes."

Permis de tuer, le précédent film de la série, fit des résultats insuffisants au box-office américain. La série semblait s'essouffler, accusant son âge. Autre ombre au tableau, en 1989 la société de distribution de la série, MGM/UA, a été vendue au groupe de diffusion australien Qintex qui voulut lui-même fusionner la compagnie avec Pathé. Danjaq, maison mère du producteur habituel de la série EON basé en Suisse, poursuivit en justice MGM/UA car le catalogue de film de la série avait été licencié à Pathé qui avait prévu de diffuser les précédents épisodes sur la télévision dans plusieurs pays à travers le monde, le tout sans l'approbation de Danjaq. Ces conflits légaux retardèrent le film pendant plusieurs années.

### Versions alternatives
- Le film dut être coupé pour une notification PG-13 aux États-Unis. Quelques-unes de ces coupes :
  - Dans la scène où 006 est tué, on voit à l'origine l'impact de la balle sur la tête.
  - Quand Xenia tire sur le personnel à la station de Severnaya, il y avait à l'origine plus d'images du massacre.
  - Le coup du lapin porté par Bond sur Xenia est absent, mais à cause du BBFC et non du MPAA. Le BBFC s'est opposé à cette action et le réalisateur Martin Campbell ne voulait pas faire deux versions de la scène pour les États-Unis et le Royaume-Uni, donc il coupa pour les deux[20].
  - La mort de Xenia a été raccourcie.
- La version britannique du DVD édite la scène où Natalya essaye de frapper Xenia avec une branche mais reçoit un coup de tête de Xenia qui lui dit « attend ton tour ». La phrase est dite mais le coup de tête a été enlevé. En outre, il manque le coup de genoux de Bond dans l'oreille de Trevelyan durant le combat dans le noyau de l'antenne[20].
- L'édition spéciale britannique du DVD du film, sortie le mars 2001, inclut l'ordre où Onatopp indique à Natalya « attend ton tour » pendant qu'elle enserre Bond[20].
- L'édition finale britannique du DVD est coupée et notifiée film interdit aux moins de 15 ans[20].
- Le film a reçu des coupes par le MPAA et le BBFC. Certaines de ces dernières sont absentes de la prétendue édition finale « non coupée » DVD sortie en 2006[20].
- La première sortie en DVD de ce film en Europe a dû être coupée pour adopter plusieurs coupes des censeurs locaux. Les scènes apparaissant dans les cinémas ou sur VHS ont disparu sur le DVD e.g. Parmi celles-ci : l'antenne s'écrasant sur Trevelyan et la réaction de Xenia après son massacre du personnel à Severnaya[20].
- Dans quelques diffusions à la télévision, la scène entre Xenia et l'amiral, la scène où ce dernier dit « Xenia tu m'étouffes » tout en essayant de respirer et en tendant son visage a été retirée[20].
- La version allemande omet la scène où Trevelyan est écrasé par l'antenne et la scène où Bond indique au sujet d'Onatopp : « Genre de fille qui adore s'envoyer en l'air » pour une notification « interdit aux moins de 12 ans ». Cette version est également sortie en VHS et DVD (premières éditions seulement). En 2001, le film a été réédité sur DVD (édition spéciale) et VHS, cette fois non coupé mais avec une notification « interdit aux moins de 16 ans »[20].
- La version présentée sur la NBC aux États-Unis omet la scène où Xenia insulte Bond. Après que Bond a indiqué « foreplay » et récupéré son pistolet, Xenia dit rageusement « Blyad ! » ce qui est équivalent de la « baise ». De plus, la scène au début du film où Ourumov tue un soldat qui avait tiré sur Bond est coupée[20].

### Scènes coupées
D'autres scènes ont été coupées au montage final :
- Lors du pré-générique, on voit la porte du barrage s'ouvrir et Bond courir. À l'origine, 007 avait auparavant rejoint un poste de garde et coupé les fils téléphoniques pour empêcher les soldats d'avertir la base. Pendant que ces derniers regardent la télévision, Bond appuie sur le bouton d'ouverture de cette porte. Dans cette scène, tout comme dans les premières vraies scènes du film, on ne voit pas le visage de Bond, seulement ses yeux et ses mains.
- Avant de pénétrer dans la salle des réservoirs, un plan montrait la mort de deux scientifiques abattus par 006. Le montage final — dans lequel on voit juste Trevelyan de face ouvrir le feu — laisse suggérer que seul un scientifique est tué. Certains plans de la fusillade dans la salle des réservoirs ont également été supprimés.
- Certains plans de la course entre 007 et Xenia ainsi que du vol de l'hélicoptère Tigre et du décollage des MIG ont été coupés au montage.
- À la fin de la scène dans le laboratoire de Q, ce dernier devait croquer dans son sandwich.
- Lorsque Bond et Jack Wade se rendent chez Zukovsky, il y avait un dialogue dans lequel Wade parlait de sa passion pour le jardinage.
- Lorsque Bond se rend chez Zukovsky, on découvrait d'abord celui-ci en pleine négociation avec un trafiquant d'armes pakistanais qui tente de lui vendre des contrefaçons.
- Avant d'entrer dans l'église pour retrouver Boris, Natalya doute pendant quelques secondes.
- Avant de rejoindre Bond capturé en ville, le train de Janus se dirige vers la ville pendant la nuit. On y voit un dialogue entre Boris et Ourumov.
- Lors de la course poursuite avec le char, après que celui-ci a percuté le camion Perrier, des civils et des policiers devaient se précipiter sur la route pour ramasser les canettes.

### Scènes modifiées
Certaines scènes du film ont été modifiées par rapport au shooting script :
- Lorsque 006 et 007 sont dans la salle des réservoirs à Arkhangelsk, un soldat musclé détruit la vitre blindée avec une masse. Dans le film, la vitre se brise après de nombreux tirs des soldats.
- Quand Bond tente de s'enfuir de la salle des réservoirs, il ne pousse pas un chariot mais tient un bidon contenant du gaz mortel dans une main et son arme dans l'autre.
- Lors de la course entre Bond et Xenia, la Ferrari est jaune (elle est rouge dans le film) et les voitures croisent un autobus à la place des cyclistes.
- L'amiral Chuck Farrel, assassiné par Xenia, est américain et non canadien.
- Le combat entre Bond et le membre d'équipage sur le yacht Manticore est légèrement différent.
- Lorsque Bond tente de monter à bord de la frégate La Fayette, il présente une carte et déclare faire partie du « Naval Intelligence ».
- La discussion entre Boris et Natalya à Severnaya est plus longue.
- La scène dans le laboratoire de Q contient moins de gags.
- Le dialogue entre Bond et Wade à l'aéroport de Saint-Pétersbourg est un peu plus long.
- Dans le cabaret de Zukovsky, les chanteuses « massacrent » la chanson Memory de Cats et non Stand By Your Man. La conversation entre l'agent britannique et l'ex-agent russe est plus longue.
- Dans la scène des bains, Xenia est entièrement nue.
- Le dialogue entre 007 et Janus est plus long.
- Avant d'être interrogé par le ministre russe de la Défense, Bond demande au garde s'il y a un mini-bar. Selon les pages, le prénom du ministre est Dimitri (comme dans le film) ou Viktor.
- Dans la scène de la poursuite avec le char, celui-ci percute un camion transportant des canettes de Pepsi (Perrier dans le film). Une voiture de police termine sa course dans les toilettes des femmes d'un immeuble de bureaux. Les soldats russes mettent en place un barrage avec des blindés mais le char arrive en fait par l'arrière après avoir détruit un mur.
- Ourumov abat son chauffeur lorsqu'ils arrivent au train de Janus.
- Dans le centre de contrôle de Janus à Cuba, Trevelyan et Bond échangent quelques phrases supplémentaires.

## Production

### Genèse du film

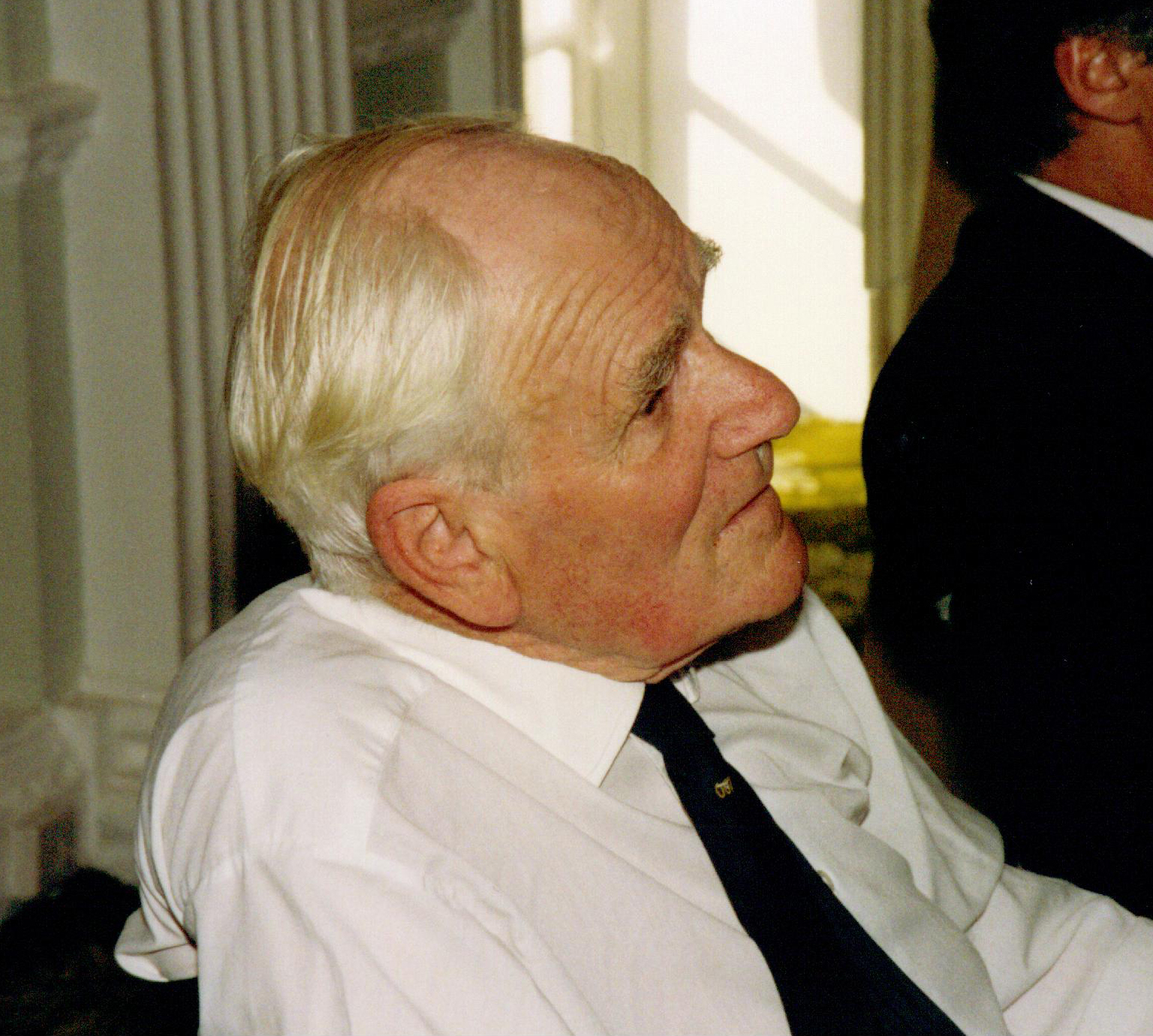
Desmond Llewelyn interprète le rôle de Q pour la quinzième fois.

Tandis que ces conflits juridiques se poursuivaient, Timothy Dalton était encore prévu pour incarner Bond dans le prochain film, comme le stipulait son contrat sur trois films. La préproduction commença en mai 1990 par une ébauche d'histoire écrite par Alfonso Ruggiero Jr et Michael G. Wilson. À l'origine, les producteurs avaient tenu à ne pas employer le désormais vieillissant Richard Maibaum, auteur des scripts de nombreux films de la série,. La production devait démarrer en 1990 à Hong Kong pour une sortie du film prévue fin 1991. Cependant, les conflits légaux amenèrent l'annulation de ces dates et du projet. La mort de Richard Maibaum en 1991 retarda aussi longtemps la production.
Dans une entrevue en 1993, Dalton déclara que Michael France écrivait une histoire pour le film, dont la production devait commencer en janvier ou février 1994. Cependant, la date limite fut dépassée et, en avril 1994, Dalton démissionna officiellement du rôle. Pour remplacer Dalton, les producteurs choisirent Brosnan, qui n'avait pas pu jouer le rôle pris par Timothy Dalton en 1986 à cause de son contrat avec Les Enquêtes de Remington Steele (Remington Steele),. Le choix de Pierce Brosnan a été officiellement dévoilé à la presse le 8 juin 1994 au Regent Hotel de Londres.
La première version du scénario, comportant 157 pages, est achevée en janvier 1994. Celle-ci est très différente de la version finale. Augustus Trevelyan était un ancien collègue de Bond passé à l'Est peu avant la chute du mur de Berlin. Quelques années plus tard, il refait surface avec le projet de voler 600 milliards de dollars qui transitent par le World Trade Center puis de lancer le Tempest (l'ancien nom de l'arme spatiale GoldenEye) sur New York pour couvrir ses actes. La scène d'ouverture se déroule dans un train pour se terminer sur le toit de celui-ci, Bond projette son Aston Martin contre un hélicoptère ennemi. En plus du centre de contrôle des armes spatiales, la base de Severnaya comporte des silos à missiles. Bond devait infiltrer la Loubianka, siège du KGB. Une autre scène, dans laquelle 007 s'échappe d'un centre d'essais nucléaires au Kazakhstan, sera partiellement reprise dans Le monde ne suffit pas. Bond affronte également un hélicoptère équipé d'une scie circulaire au cours d'une poursuite en skis (cette idée sera aussi reprise dans Le monde ne suffit pas). Une poursuite à cheval au milieu d'une ville et la fuite de 007 sur un lac gelé étaient également prévues. Le général Pushkin, présent dans Tuer n'est pas jouer, devait apparaitre dans le film.
GoldenEye a été produit par la société de Albert R. Broccoli EON Productions. Avec la détérioration de la santé d'Albert Broccoli (il est mort sept mois après la sortie du film), sa fille Barbara Broccoli le décrivit comme « une partie de banquette arrière » dans la production du film, bien que possédant toujours beaucoup d'influence. À sa place, Barbara et Michael G. Wilson prirent les rênes de la production. Les producteurs ont alors choisis le Néo-Zélandais Martin Campbell en tant que réalisateur, alors que pour tous les précédents films, les réalisateurs étaient britanniques. Brosnan a plus tard décrit Campbell comme « un guerrier avide d'emporter le morceau » et qu'« il y avait un enjeu énorme sur ses épaules ». Campbell sera de nouveau choisi pour relancer la série en dirigeant Casino Royale en 2006. Maurice Binder, le concepteur habituel des génériques d'ouvertures de la série, fut remplacé par Daniel Kleinman. Judi Dench fut choisie pour jouer M, ce qui fit de GoldenEye le premier film de la série où M fut une femme. L'idée est de Martin Campbell et la décision a été largement inspirée par le parcours de Stella Rimington, chef du MI5 en 1992,. Elizabeth Hurley et Elle Macpherson furent un moment envisagées comme James Bond girls. Paulina Porizkova et Eva Herzigová se sont vu offrir le rôle mais refusèrent. Alan Rickman fut envisagé pour le rôle d'Alec Trevelyan mais refusa car il était las de jouer des rôles de méchants. Avant Pierce Brosnan, des rumeurs envisagèrent Liam Neeson, Mel Gibson, Sam Neill, Hugh Grant et Lambert Wilson dans le rôle de Bond. Après que Michael France eut écrit l'histoire originale, Jeffrey Caine a été engagé pour une réécriture. Caine a conservé de nombreuses idées de France mais ajouta un prologue avant le générique. Kevin Wade peaufina le script et Bruce Feirstein apporta les retouches finales. Plusieurs modifications durent être faite au script à cause la sortie du film True Lies en 1994, dont l'histoire avait de nombreuses similitudes. Dans le film, le crédit de l'histoire a été partagée par Caine et Feirstein, tandis que France n'était crédité que pour l'histoire, un arrangement qu'il trouva injuste, car il pensait que les additions faites n'étaient pas une amélioration de sa version originale. Wade n'a pas reçu un crédit officiel, mais a été reconnu dans l'appellation de Jack Wade, le personnage de la CIA qu'il a créé.
Bien que l'histoire ne soit pas basée sur un travail de Ian Fleming, le titre GoldenEye trouve son origine dans le nom du domaine jamaïcain de Fleming où il écrivit les romans de Bond. Fleming a donné un certain nombre d'origines pour le nom de son domaine, incluant le Reflets dans un œil d'or de Carson McCullers et l’Opération GoldenEye, un plan d'urgence de Fleming lui-même développé durant la Seconde Guerre mondiale en cas d'invasion nazie en Espagne,.

La chute de l'Union soviétique eut des répercussions sur la production du 17e James Bond.

Depuis la sortie de Permis de tuer, le monde avait complètement changé. GoldenEye fut le premier film de James Bond à être produit depuis la chute du mur de Berlin et l'effondrement de l'Union soviétique. Cette conjoncture autorisa le tournage du film en Russie, pour la première fois, alors que plusieurs autres films étaient censés s'y dérouler. La distribution doutait que James Bond serait encore à sa place dans le monde moderne, comme les films précédents le mettait en face de bandits soviétiques essayant de tirer profit de la Guerre froide. Une grande partie de l'industrie estimait qu'il serait « futile » de faire un retour, et qu'il était préférable de le garder comme une « icône du passé ». Cependant, une fois sorti, le film a été vu comme une revigorisation réussie et qu'il était effectivement adapté pour les années 1990,. Un des aspects les plus modernes de GoldenEye fut le casting où une femme jouait le rôle de M, le premier film de la saga à oser ce choix. Dans le film, la nouvelle M établit rapidement son autorité, remarquant que Bond est « sexiste, misogyne et dinosaure » et « une relique de la Guerre froide ». C'est une première indication que Bond est dépeint comme non moins orageux que le Bond de Timothy Dalton de 1989.

### Transcription d'un contexte historique dans le générique

La faucille et le marteau, symboles du communisme.

La chute du communisme en Russie est le centre principal du générique d'ouverture, conçu par Daniel Kleinman (en) (qui succéda à Maurice Binder à sa mort en 1991). Il montre l'effondrement et la destruction de plusieurs structures liées à l'Union soviétique, telle que la bannière rouge et le marteau et la faucille. Dans une interview, Kleinman dit qu'ils étaient censés être « un genre d'histoire ordonnée » montrant « ce qui se produisait dans les pays communistes où le communisme tombait ». Selon le producteur Michael G. Wilson, certains partis communistes protestèrent contre ces « symboles socialistes détruits non par des gouvernements, mais des femmes vêtues de bikinis », spécialement celui d'Inde, qui boycotta le film.

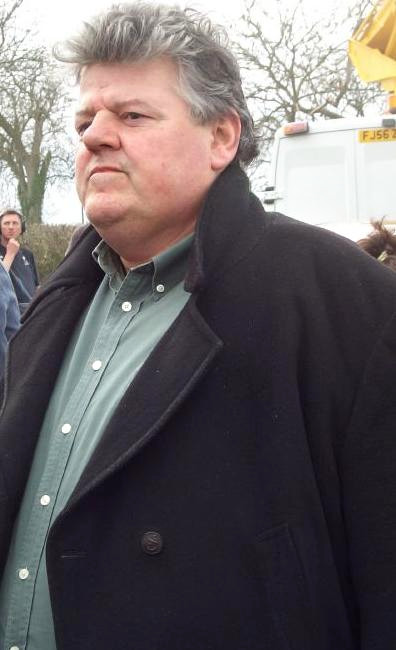
Valentin Zukovsky (interprété par Robbie Coltrane) est un ancien agent du KGB devenu mafieux.

Cette séquence, caractérisant les films de James Bond met en scène des femmes s'efforçant à détruire des symboles de l'URSS, tels que la faucille à l'aide d'un marteau, faisant partie même du symbole. On peut comprendre cela comme une image de l'impossibilité d'un monde soviétique. Le marteau détruit la faucille : c'est l'autodestruction du régime politique. Ces femmes détruisent également des statues de Lénine et de Staline à l'aide de masses. Malgré l'effort, les symboles, déjà quelque peu détériorés, ne parviennent pas à se détruire, ou seulement très lentement. Cela cache le fait que les séquelles du communismes resteront bien longtemps dans les mémoires, et que tout n'est pas encore résolu. On y voit également une femme à deux visages fumant un cigare (une sorte de version féminine de Janus ?), un visage ouvre la bouche de laquelle sort un pistolet qui tire sur des drapeaux soviétiques qui s'envolent. La femme tourne la tête et l'autre visage reprend son cigare. On peut y voir une personnification de la Russie, qui même si elle a changé de régime politique n'a pas changé tout son système et reprend les vieilles méthodes de l'époque soviétique. Ce spectacle contemporain a lieu sur un fond rouge, qui se comprend naturellement par la couleur traditionnelle du communisme. Dans le film, on peut apposer tous ces éléments avec la présence de Zukovsky, ancien du KGB, l'histoire de 006 et d'Ourumov, ainsi que James Bond lui-même, décrit comme « une relique de la Guerre froide ».

### Déroulement du tournage

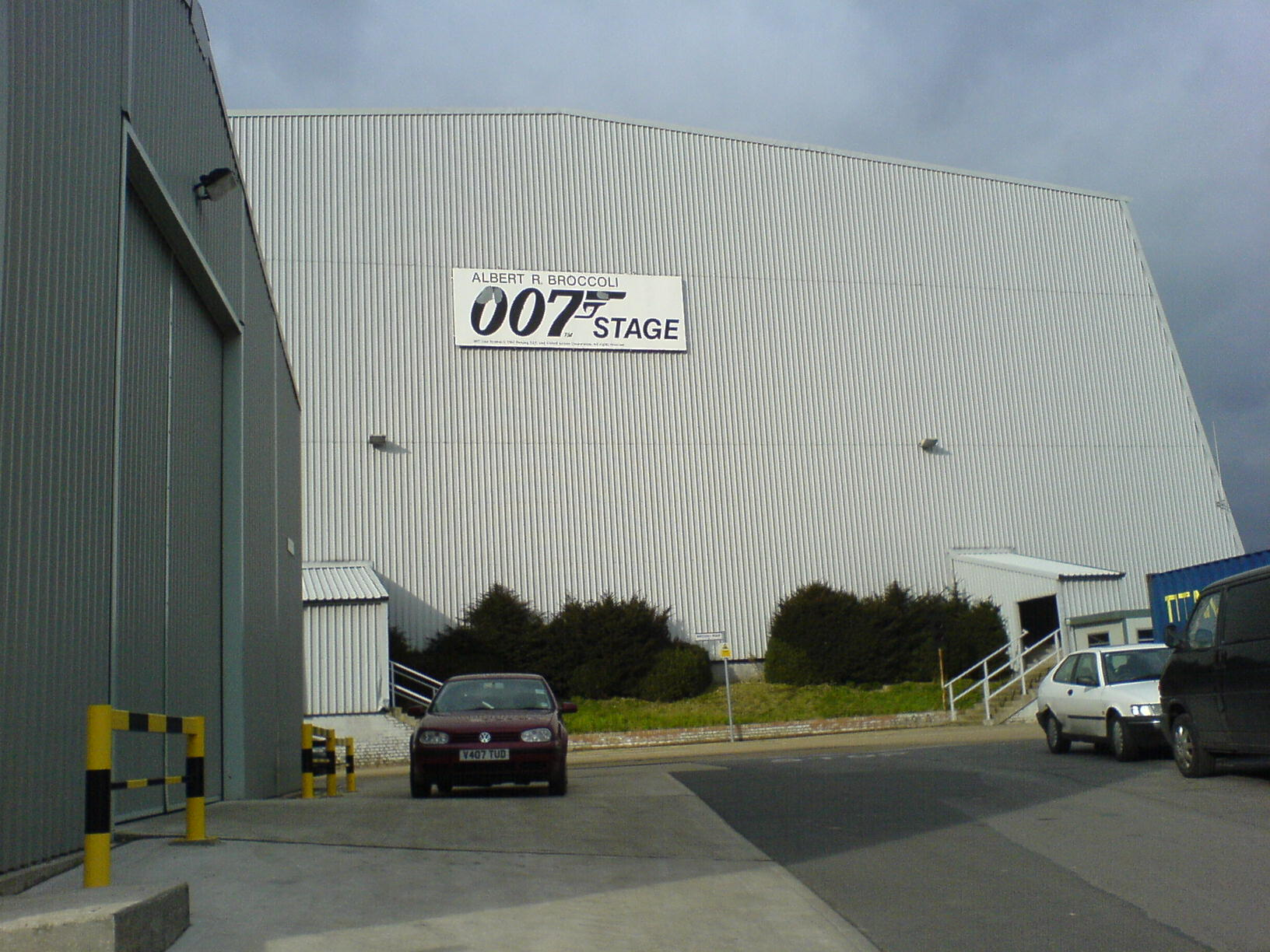
Les studios de tournage habituels de la saga ne seront pas utilisés pour GoldenEye.

Le tournage du film commença le 16 janvier 1995 et dura jusqu'au 6 juin 1995. Les producteurs ne purent pas utiliser les Pinewood Studios, le lieu de tournage habituel des films de la série, car ceux-ci étaient déjà réservés pour le film Lancelot, le premier chevalier. À la place fut choisie une ancienne usine de Rolls Royce à l'aérodrome de Leavesden, avec des hangars aménageables en studios à perte de vue, qui fut nommée Leavesden Studios et qui s'avérèrent utiles par la suite pour compléter les nombreuses scènes tournées en extérieur,. Les producteurs dirent plus tard que les Pinewood Studios n'auraient de toute façon pas été assez vastes.
En janvier, les scènes de la montée de l'antenne parabolique furent tournées par une équipe réduite au Porto Rico, où se trouve le radiotélescope d'Arecibo utilisé dans le cadre du programme SETI (recherche d'intelligence extraterrestre) et ensuite aperçu dans le film Contact (1997) de Robert Zemeckis et également l'épisode 'Little Green Men' de la série X-Files. En février, la poursuite de voiture du début du film fut tournée par une seconde équipe dans le sud de la France tandis que, dans le même temps, la première équipe tournait à Monte-Carlo les scènes du casino et celles de la démonstration de l'hélicoptère Tigre dans le port de Monaco sur le pont de la frégate La Fayette. La marine française a permis l'entière utilisation de la frégate et de son nouvel hélicoptère, Eurocopter Tigre à la production. Le gouvernement français a également permis l'utilisation des logos de la marine pour la campagne promotionnelle du film. Cependant, les producteurs ont eu un conflit avec le ministère de la défense sur l'opposition de Brosnan aux essais nucléaires français et sur sa participation à Greenpeace ; en conséquence, la première française du film a été annulée.
En mars, une autre équipe se charge de tourner en Suisse la scène d'ouverture du film où l'on voit James Bond sauter du haut du barrage de Contra. En avril, toute l'équipe se rendit à Saint-Pétersbourg pour la scène de poursuite en char. La distance utilisée pour cette poursuite dans les rues a été montée en studio à Leavesden. Certaines scènes de rues de Saint-Pétersbourg ont été filmées à Londres — le circuit de course d'Epsom Downs simula l'aéroport — pour réduire les dépenses et aussi en raison de soucis de sécurité, car la seconde équipe envoyée en Russie nécessitait des gardes du corps.

### Lieux de l'action
- Union soviétique, Arkhangelsk (pré-générique) (Fabrique d'armes chimiques)
- France, Côte d'Azur (Routes en corniches dans les environs de Monaco)
- Monaco, Monte-Carlo (Casino et port)
- Russie
  - Severnaya (Centre de contrôle des armes spatiales)
  - Saint-Pétersbourg
- Angleterre, Londres (QG du MI6)
- Cuba (Antenne satellite de Janus située dans la jungle cubaine)

### Lieux de tournage

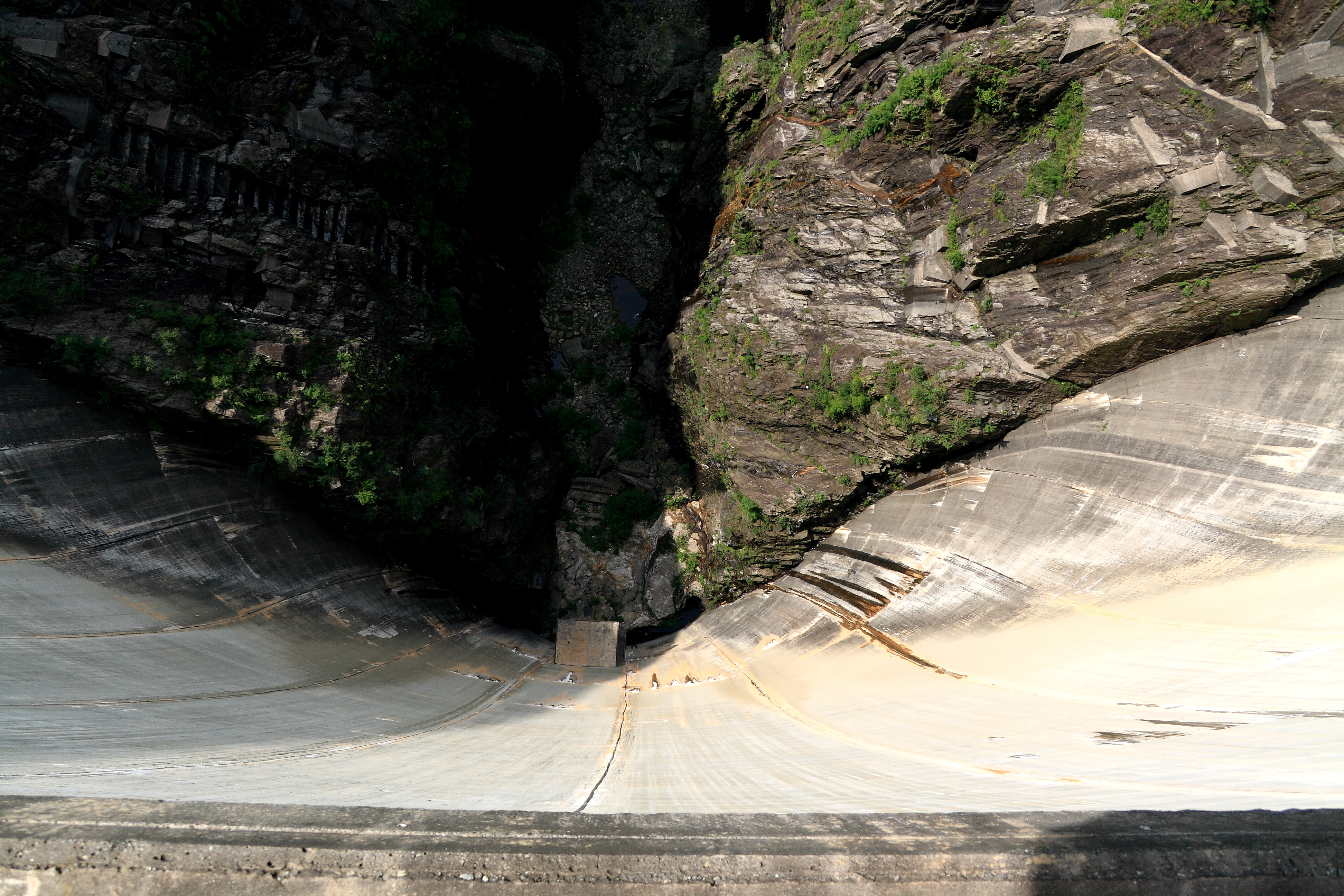
Vue depuis le haut du barrage de Contra.

Les principaux lieux, dans l'ordre de leur apparition dans le film :
- Le barrage, duquel James saute à l'élastique, est le barrage de Contra en Suisse.
- Le casino est celui de Monte-Carlo à Monaco.
- Les vrais quartiers généraux du MI6 ont été utilisés pour les extérieurs du bureau de M[51].
- La frégate La Fayette était présente dans le port de Monaco.
- La ville de Saint-Pétersbourg servit de cadre à la poursuite en char.
- Le chemin de fer de la vallée de la rivière Nene, près de Peterborough au Royaume-Uni, pour les séquences impliquant le train blindé. Le train comportait une locomotive diesel-électrique British Rail Class 20 et une paire de BR Mk 2 comme entraîneurs, les trois parties déguisées simulant un train blindé soviétique[52],[53].
- L'antenne parabolique géante est celle d'Arecibo à Porto Rico.

### Effets spéciaux et cascades
GoldenEye fut le dernier film du directeur des effets spéciaux Derek Meddings, à qui le film est dédié. La contribution principale de Meddings fut des maquettes. Le film de la série sera le premier à en avoir nécessité autant. C'est également le premier film de la série à employer des images de synthèse, dont on a eu recours dès la scène d'ouverture traditionnelle : le Gun Barrel.
La plupart des effets spéciaux proviennent des séquences à l'extérieur de Severnaya, de la scène où le train de Janus s'écrase sur le char, et du lac qui cache l'antenne parabolique, car les producteurs ne pouvaient pas trouver un lac rond au Porto Rico. La montée de l'antenne parabolique a nécessité des scènes dans Arecibo, un modèle établi par l'équipe de Meddings' et des scènes avec cascadeurs en Angleterre.
En février 1995, le célèbre cascadeur Rémy Julienne (qui a notamment travaillé sur la série des Taxi et sur les précédents James Bond) a tourné dans le sud de la France la scène où une Ferrari F355 rivalise avec l'Aston Martin DB5 de Bond. Rémy Julienne compara la poursuite comme une lutte entre « un véhicule aux lignes élégantes, ancien et vulnérable et une voiture de course. » La poursuite a dû être méticuleusement planifiée car les voitures sont très différentes. Des clous ont dû être fixés aux pneus de la F355 pour le dérapage, et pendant une prise où les véhicules devaient se dépasser, les deux voitures se sont heurtées.
La scène de poursuite en char a été réalisée avec l'utilisation d'un char T-55 russe venu d'un dépôt de location militaire britannique auquel a été ajouté des panneaux de blindage réactif (chronologiquement approprié pour un T-55 moderne et amélioré comme ceux équipant la réserve d'armée de terre russe de l'époque, tel le T-55 M5). Afin d'éviter de détruire le trottoir des rues de Saint-Pétersbourg, les chenilles du T-55 ont été remplacées par des chenilles en caoutchouc-renforcé issue d'un char Chieftain britannique. Un hublot rectangulaire fut coupé et teinté de Perspex, permettant à un conducteur qualifié de manœuvrer le char à l'emplacement du compartiment conducteur tandis que Pierce Brosnan se trouvait dans le siège (modifié) du conducteur avec sa tête dépassant de la trappe, créant l'illusion qu'il conduisait le char « déboutonné ».
Pour la confrontation entre le héros et Trevelyan à l'intérieur du noyau de l'antenne, le réalisateur Martin Campbell décida de s'inspirer du combat avec Red Grant dans Bons baisers de Russie. Pierce Brosnan et Sean Bean enchaînent les blocages jusqu'à une séquence où Bond est jeté contre un mur. Brosnan se blessa à la main pendant la prise où il tombe de l'échelle, et les producteurs durent retarder ses scènes et tourner en avance celles se déroulant à Severnaya.
La séquence mettant en scène la BMW et l'avion exigea deux jours de répétition à Porto Rico. Le timing était crucial pour que le pilote, âgé de 73 ans, pose son appareil juste devant la Z3. Le saut à l'élastique de 220 mètres de la scène d'ouverture fut effectué au barrage de Contra en Suisse par Wayne Michaels, et fut désigné comme le meilleur passage de film en 2002, en plus d'avoir établi le record du saut à l'élastique le plus haut effectué à partir d'une structure fixe,. Le passage du film le plus long à réaliser fut la poursuite en char, qui a demandé autour de six semaines de tournage, en partie à Saint-Pétersbourg et en partie à Leavesden. Le tank utilisé dans la séquence fut un prêt du East England Military Museum.

Véhicules principaux ou secondaires visibles pendant le film
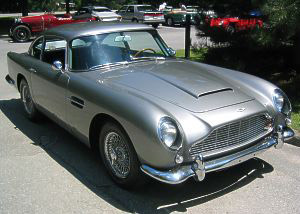
Aston Martin DB5 réutilisée pour la première fois depuis Opération Tonnerre.
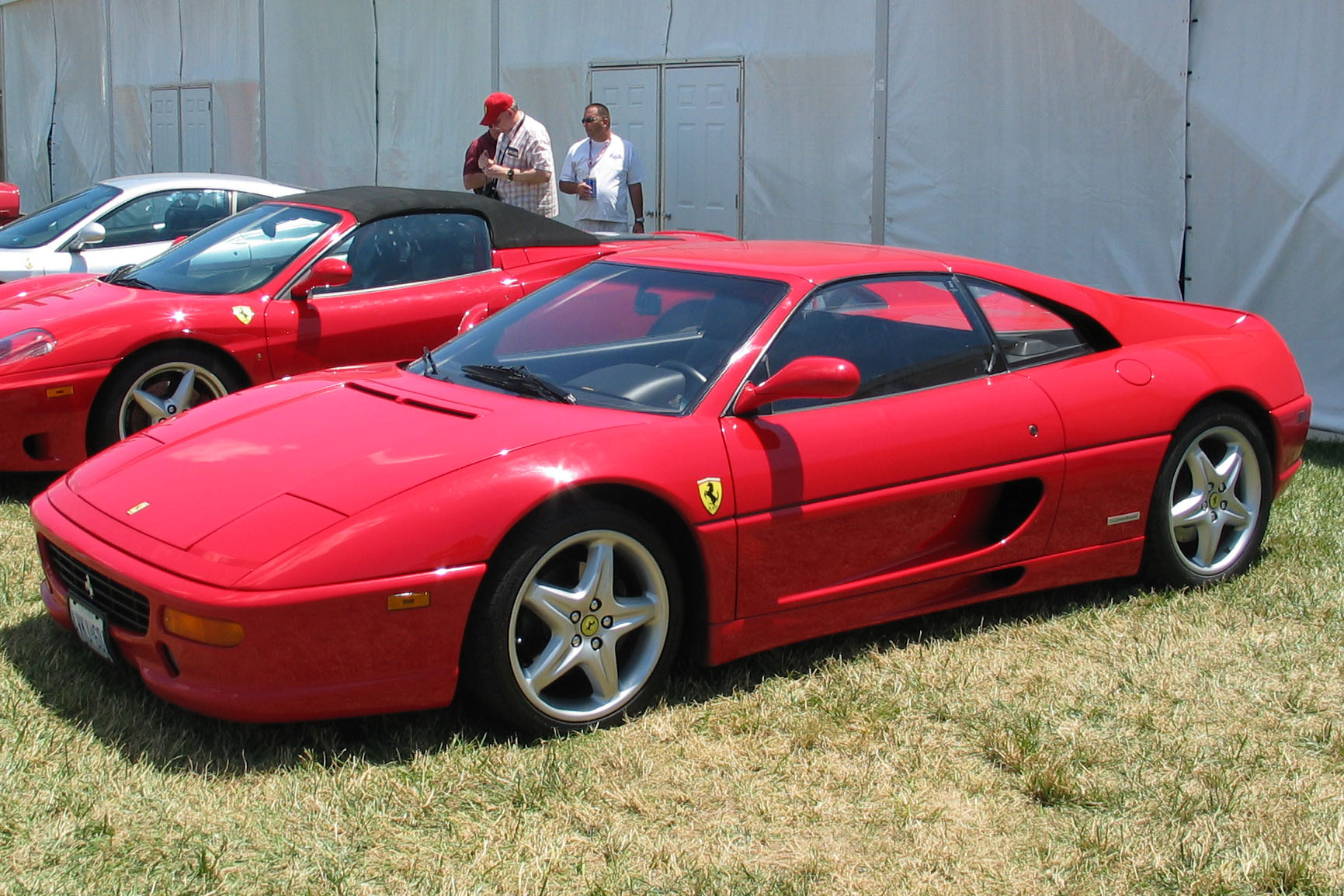
Ferrari F355.
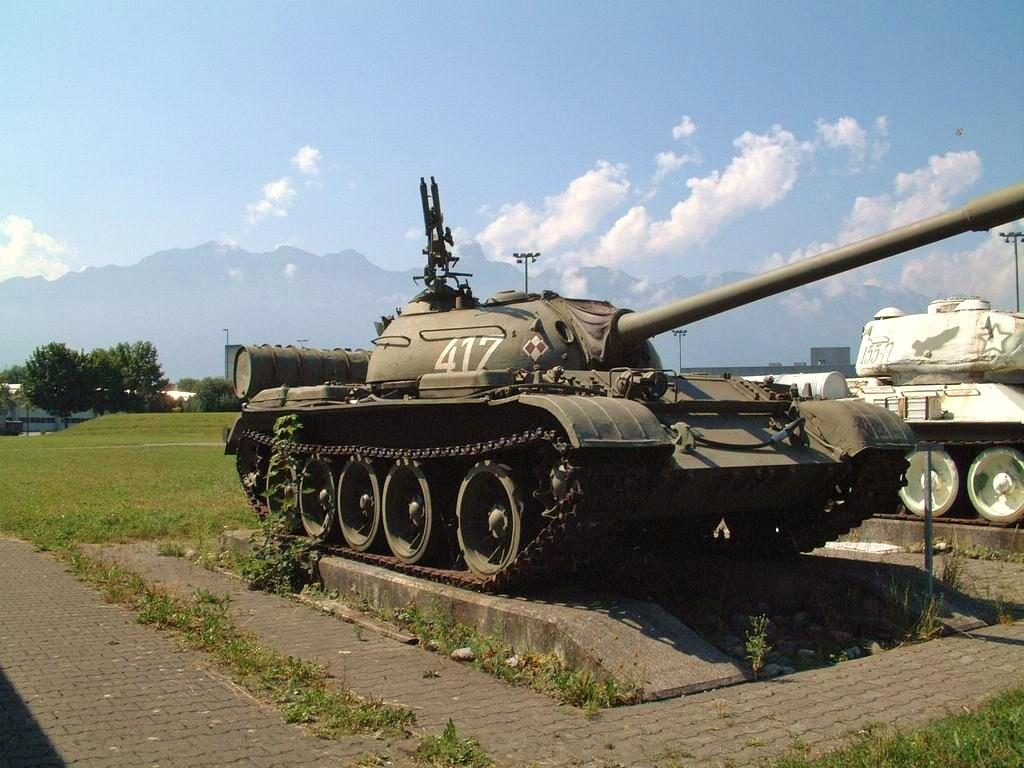
Char T-55.
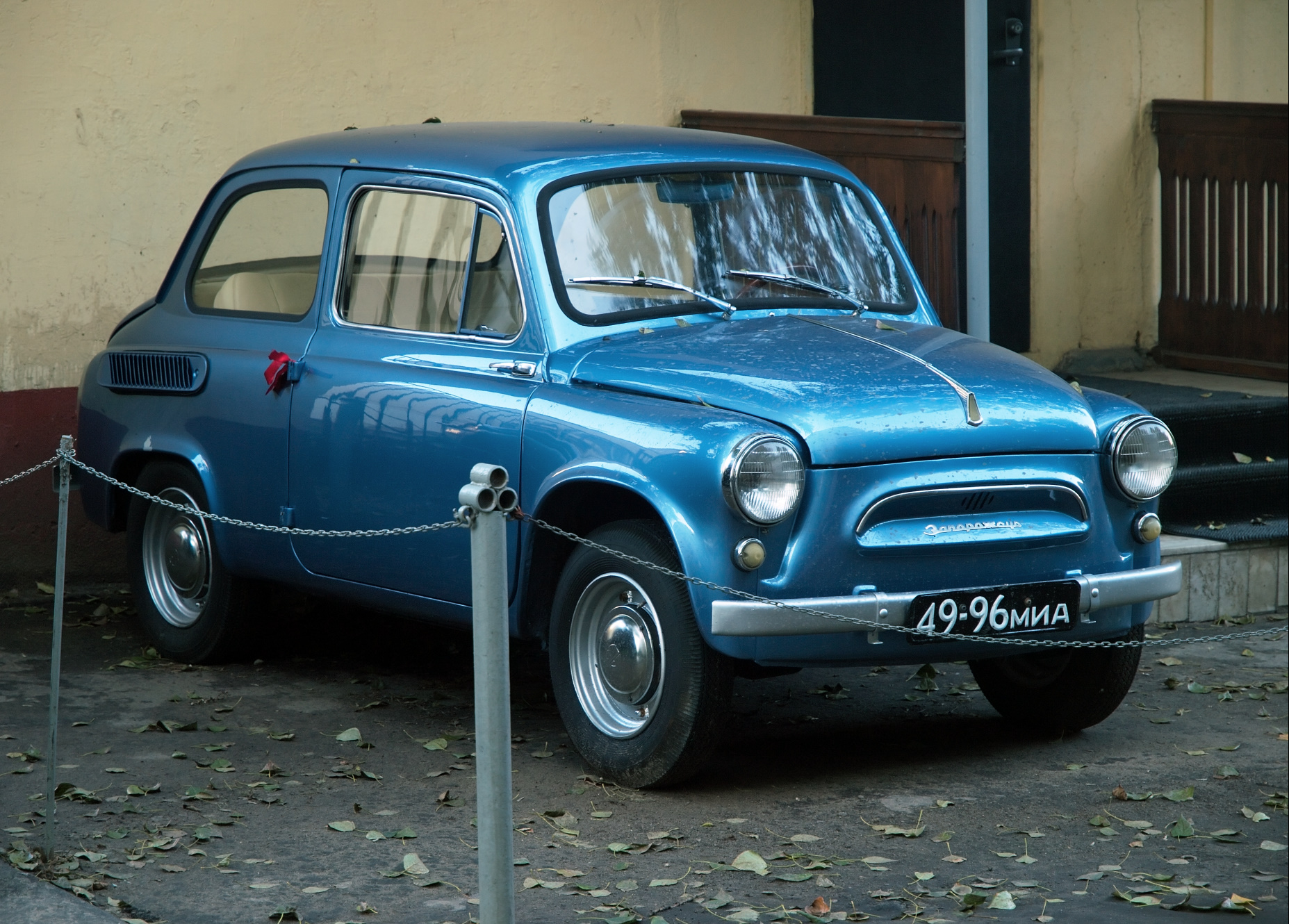
La voiture de Jack Wade, une ZAZ 965 A, conduite par Bond.
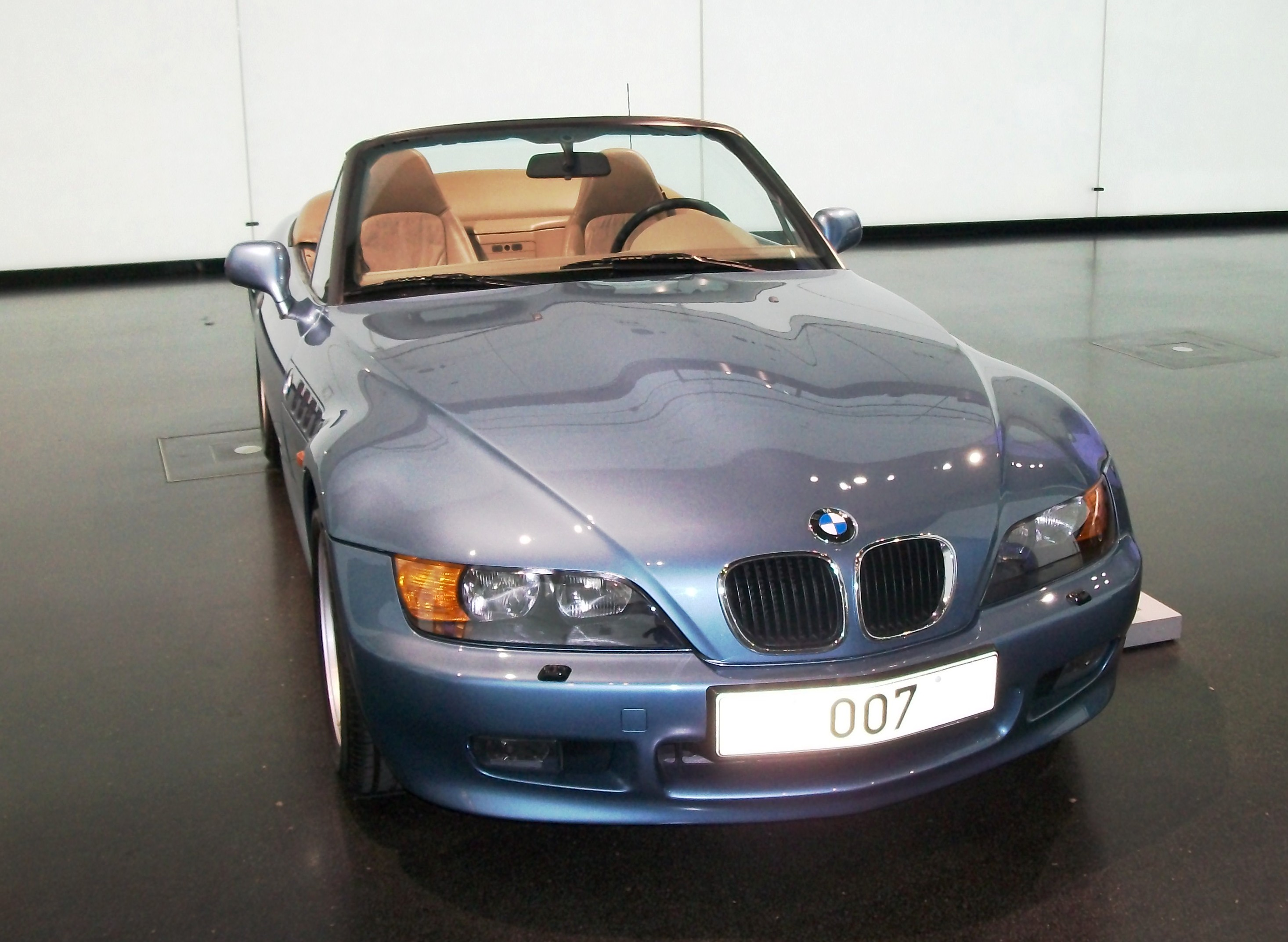
James Bond conduira également pendant une courte scène une BMW Z3.
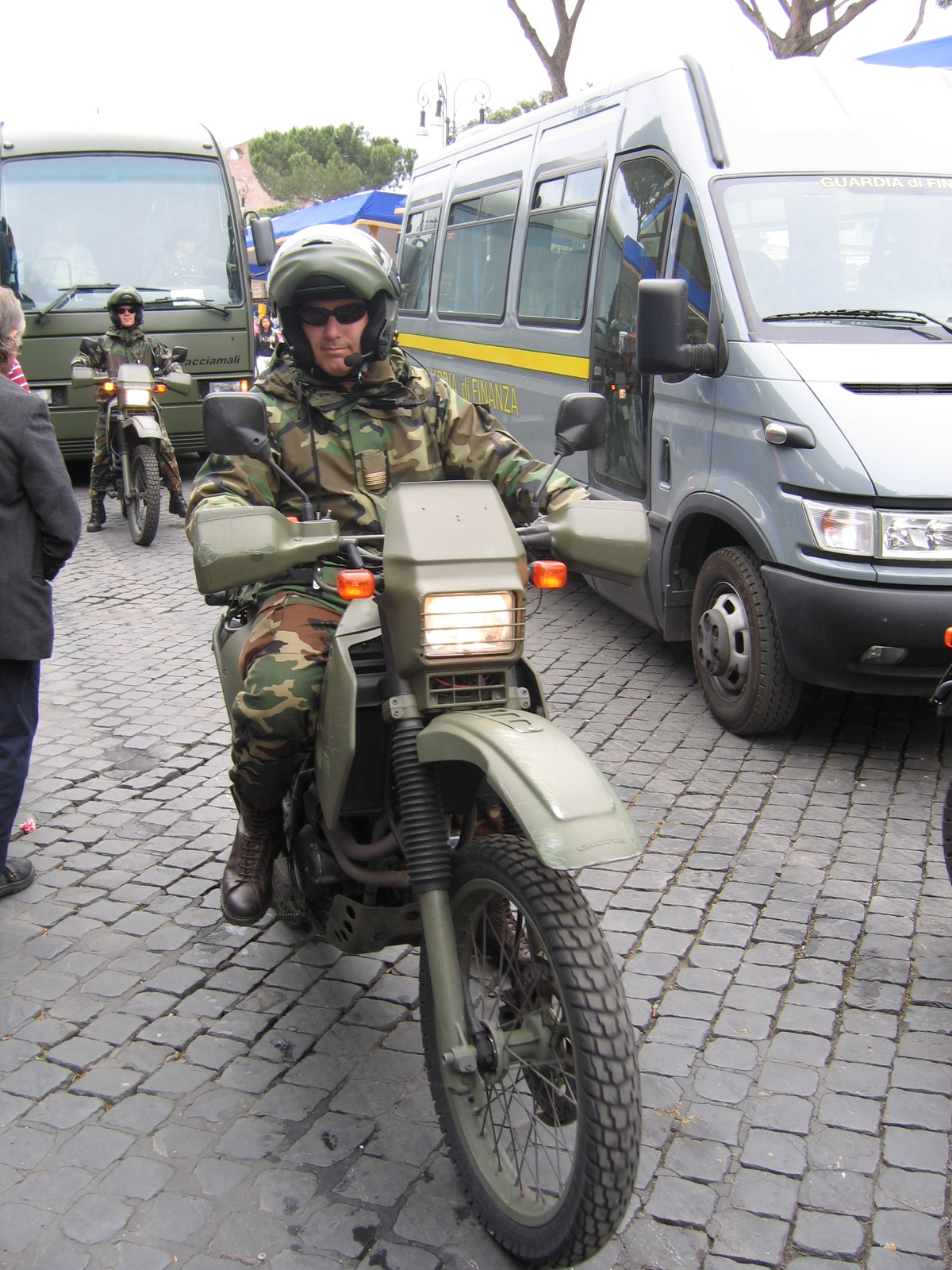
La Cagiva T4 conduite et détruite par James Bond.
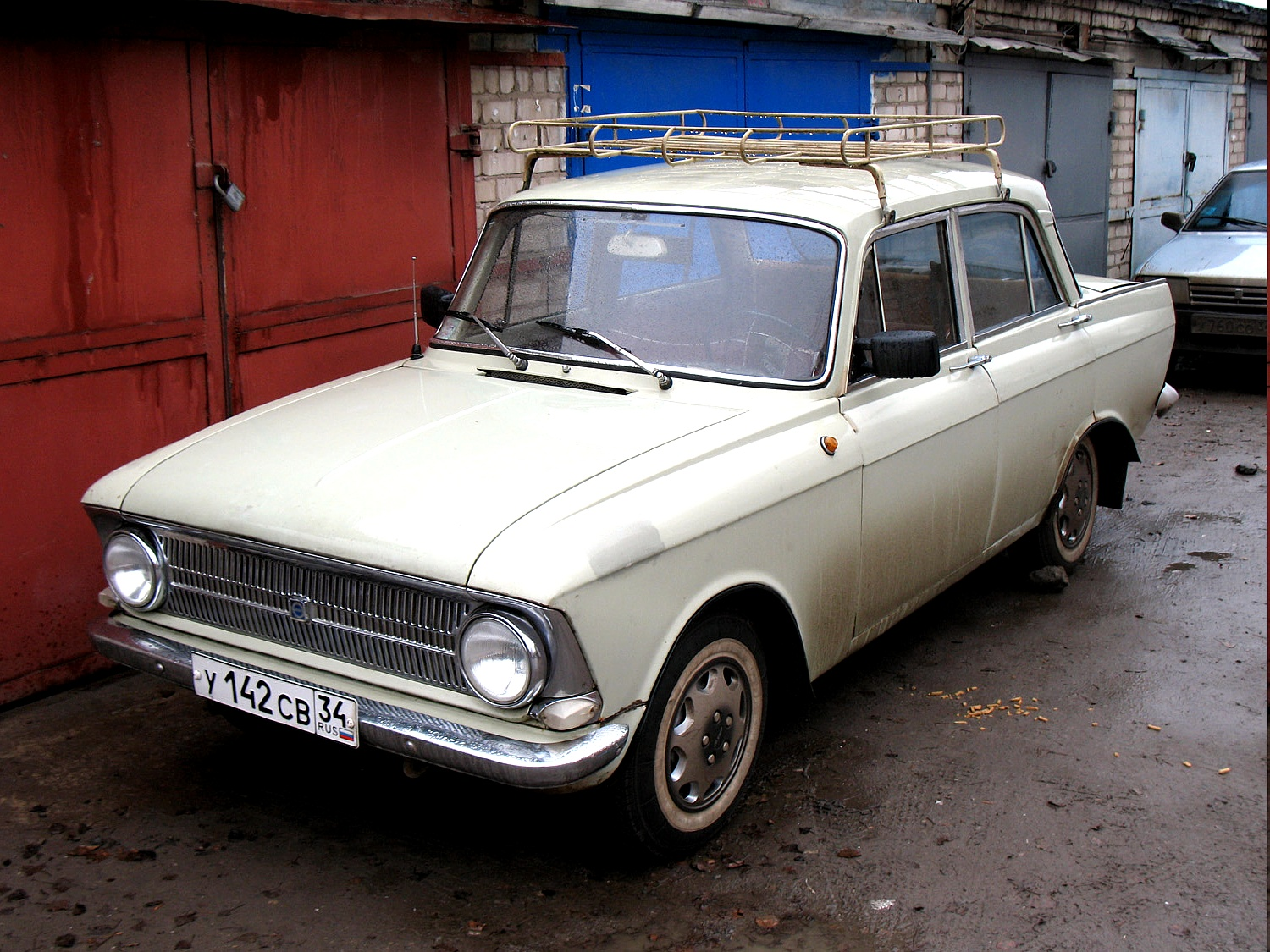
La voiture d'Ourumov pendant la poursuite.
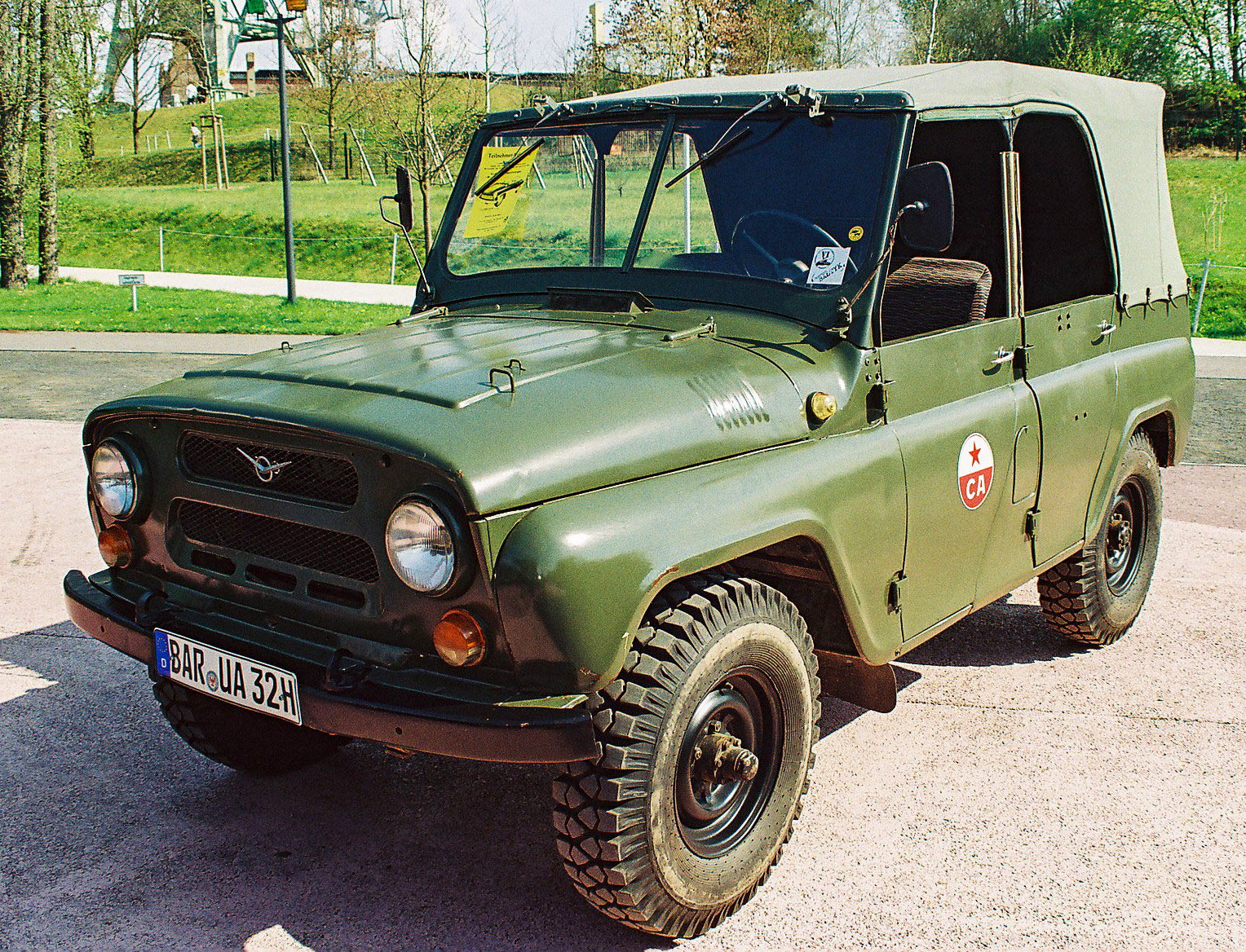
Cette voiture, UAZ 31514, n'est pas conduite par 007, mais par ses poursuivants, en nombre important.

### Placement de produits
GoldenEye était le premier film de la série associé pour un contrat de trois produits avec le constructeur automobile BMW, ainsi les producteurs ont reçu leur tout dernier roadster, la BMW Z3. Elle fut présentée dans le film quelques mois avant sa sortie, et une édition limitée "modèle 007" s'est soldée un jour après sa disponibilité en commande. Partie de la stratégie de vente de la voiture, plusieurs Z3 furent utilisées pour conduire les journalistes à un repas au restaurant Raimbow Room pour la première du film au Radio City Music Hall. Pour le film, un Cabriolet Z3 fut équipé avec les améliorations habituelles de Q, incluant un système d'auto destruction et des missiles FIM-92 Stinger sous les phares. Le Z3 apparaît dans peu de scènes et aucun des équipements n'est utilisé, car Martin Campbell ne fut au courant du marché avec BMW que lors des dernières étapes de la production.
La publicité de la Z3 dans GoldenEye fut la promotion la plus réussie par un placement de produit en 1995. Dix ans après, The Hollywood Reporter la classa comme un des placements de produit le plus réussi dans les dernières années. L'article rapportait que Mary lou Galician, chef d'une section analyse et critique des médias à l'université d'Arizona Walter Cronkite School of Journalism and Mass Communication, avait dit que le changement par Bond de l'Aston Martin pour la BMW « généra des centaines de millions de dollars de publicité pour le film et ses associés marketing ».
GoldenEye fut aussi le premier film de la série où James Bond ne porte pas de montre Rolex. Brosnan porte une montre Omega pour contribuer à la modernisation de l'image de Bond. Lindy Hemming, la costumière du film, dit dans The European Magazine que la Rolex était "devenue un peu ordinaire". Les producteurs ont également voulu travailler avec une compagnie qui collaborerait aux diverses promotions, ce que Rolex n'a pas souhaité faire. Omega a produit une édition limitée "James Bond" en rapport avec celle utilisée dans GoldenEye. Dans le film, la montre de Bond, objet standard des agents du MI6, peut faire exploser des mines à distance et possède une fonction laser intégrée qui découpe le métal.
On note aussi comme placement de produits dans le film l'eau minérale Perrier, la British Airways, les ordinateurs IBM, les stylos Parker, la vodka Smirnoff, l'opérateur téléphonique British Telecom et les autoradios Alpine.
On peut encore noter que James Bond utilise un Monte Carlo 30 offshorer pour traverser le port de Monaco juste avant le vol de l'hélicoptère.

### Musique

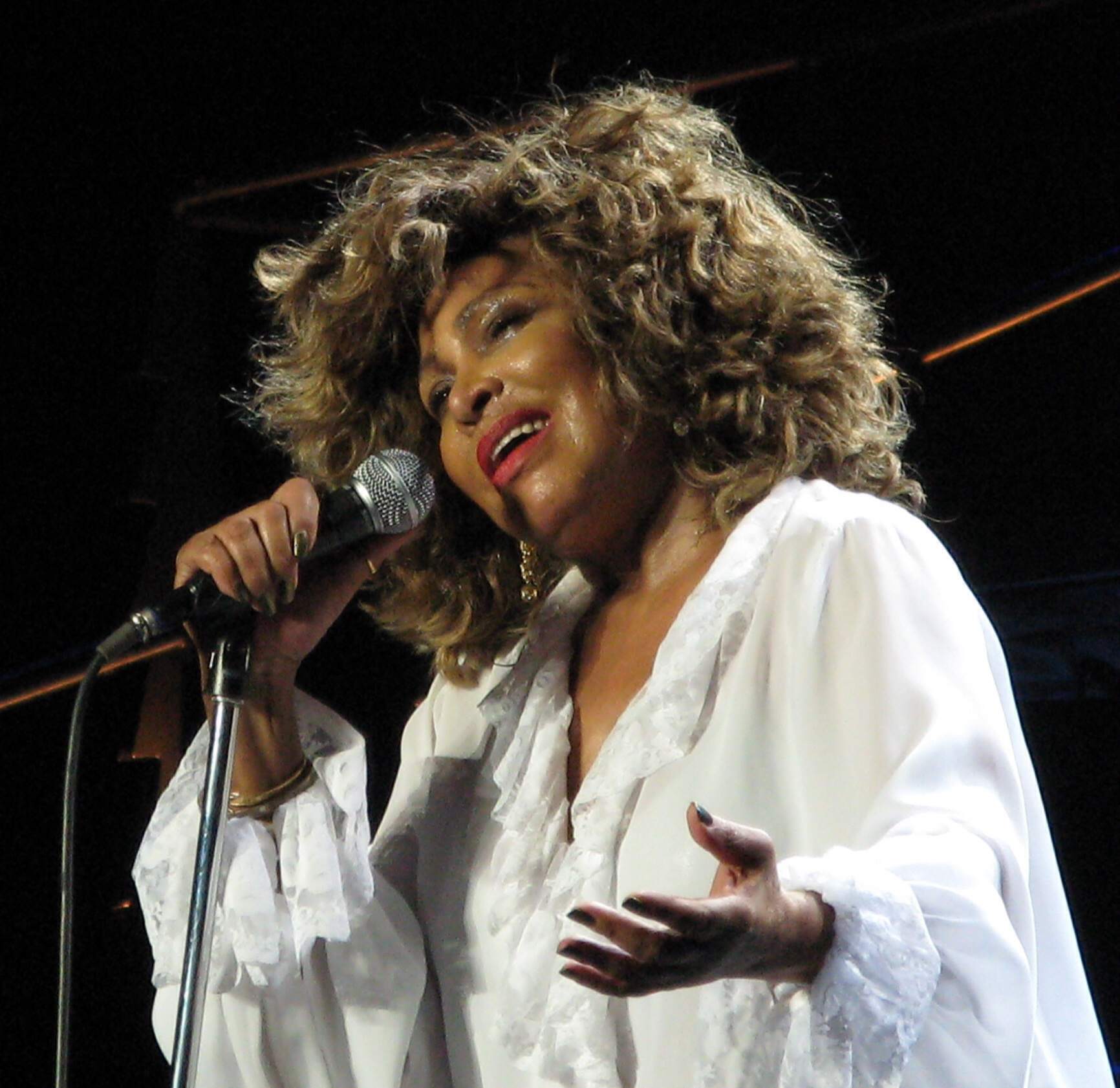
Tina Turner interprète la chanson thème du film.

La chanson thème GoldenEye est écrite par Bono et The Edge, et interprétée par Tina Turner. L'inspiration de Bono pour écrire la chanson fut son séjour avec son épouse dans la maison jamaïquaine de Ian Fleming, appelée GoldenEye. Comme les producteurs n'ont pas collaboré avec Bono ou The Edge, les différentes versions de la chanson ne sont pas apparues dans le film, comme ce qui se faisait d'habitude dans les films précédents de la série.
Le groupe suédois Ace Of Base a un temps été envisagé pour interpréter la chanson-titre du film, enregistrant une démo en 1994. Il semble que ce soit le label américain du groupe (Arista Records) qui s'y soit opposé, considérant l'opportunité comme risquée au regard de la renommée naissante du groupe alors,. Le groupe finira par sortir le titre modifié (toute allusion à Goldeneye est remplacée par les mots « the juvenile »).
La musique de GoldenEye est composée par Éric Serra. Prolifique et habituel compositeur de la série, John Barry dit avoir été proposé par Barbara Broccoli, mais refusa l'offre. La musique de Serra a été fortement critiquée. Richard von Busack de Metro écrit qu'elle est « plus approprié pour un tour en ascenseur qu'en montagnes russes ». Filmtracks indique que Serra a « complètement échoué dans son intention de relier GoldenEye aux films précédents de la franchise. »
John Altman compose la musique utilisée pour la poursuite en tank dans les rues de Saint-Pétersbourg. La bande originale de Serra pour cette scène peut encore être trouvée sur le disque officiel sous le titre « A Pleasant Drive In St. Petersburg ». Éric Serra utilise des synthétiseurs, y compris pour la version du James Bond Theme jouée durant la fusillade avec les barils, tandis que John Altman et David Arch proposent une musique symphonique plus traditionnelle. Fait inédit dans la saga James Bond, Éric Serra chante lui-même une de ses chansons, Experience of Love, dans le générique de fin, ce qui est une habitude pour lui lors de ses collaborations avec Luc Besson.
Même si l'originalité de cette bande sonore était en accord avec la volonté des producteurs de moderniser la série, de nombreux fans de James Bond n'en furent pas satisfaits et réclamèrent un retour au style de John Barry. Ce fut le cas avec le successeur au poste David Arnold, qui composera la bande originale des cinq James Bond suivants[réf. nécessaire].

## Accueil

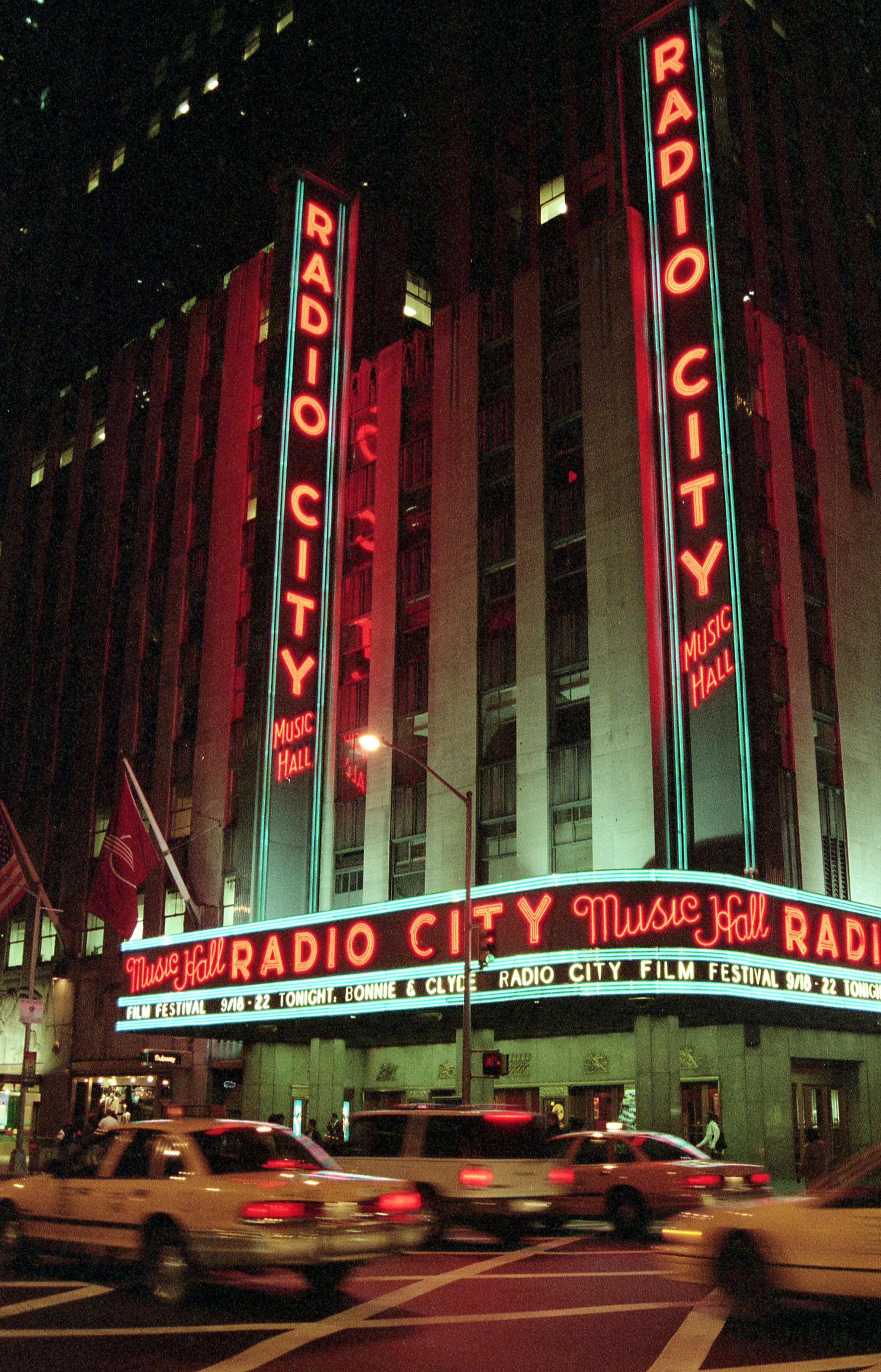
Le Radio City Music Hall de New York où se déroula la première de GoldenEye.

La première mondiale de GoldenEye eut lieu le 13 novembre 1995 au Radio City Music Hall de New York, et sa sortie générale aux États-Unis le 17 novembre 1995. La première au Royaume-Uni a lieu à Londres le 22 novembre 1995, à l'Odeon Leicester Square et en présence du prince Charles, avec une sortie générale dans le pays deux jours après. Brosnan boycotta la première française pour soutenir la protestation de Greenpeace contre le programme de test nucléaire français, causant son annulation. Le film est ensuite sorti dans plus de 31 pays, sous trois titres différents.
Le film rapporta plus de 26 millions de dollars durant son ouverture dans 2 667 salles aux États-Unis,. Ses recettes mondiales se montèrent à environ 350 millions de dollars. Il se plaça quatrième au box office cinématographique mondial en 1995, ce qui en fait le Bond ayant le plus de succès depuis Moonraker, même ajusté sur l'inflation.
La réception critique du film fut essentiellement positive, le site Rotten Tomatoes lui donnant 78 % d'approbation, bien qu'un site similaire, Metacritic, lui donne seulement 65 %. Dans le Chicago Sun-times, Roger Ebert donna au film 3 étoiles sur 4, et dit que le Bond de Brosnan est « d'une manière ou d'une autre plus sensible, plus vulnérable, plus complet psychologiquement » depuis les épisodes précédents. James Berardinelli décrivit Brosnan comme « une amélioration certaine devant son prédécesseur immédiat » avec un « talent pour que l'esprit se marie avec son charme naturel », mais ajouta que « un quart entier de GoldenEye est constitué d'un remplissage de massacre ».
Plusieurs critiques ont applaudi l'évaluation de Bond par M comme « sexiste, misogyne et dinosaure »,, avec Todd McCarthy dans Variety disant que GoldenEye est un "souffle créatif et commercial rafraîchissant" dans la série". John Puccio de Dvd Town dit que GoldenEye était "un plaisir de l'œil et de l'oreille, un emballage d'action comme dans les films précédents" et que le film donnait à Bond "un peu d'humanité, aussi". Ian Nathan de Empire dit que GoldenEye "ravale cet irréductible esprit britannique" et que la série des Die Hard "ne viennent pas à bout de 007". Tom sonne du Sunday Times considéra GoldenEye comme le meilleur James Bond depuis L'espion qui m'aimait. Jose Arroyo de Sight and Sound considéra le grand succès du film dans sa volonté de moderniser la série.
GoldenEye a été également classé parmi les meilleurs James Bond. IGN le choisit comme le cinquième meilleur film de la série, tandis que Entertainment Weekly le positionna 8e, et Norman Wilner de MSN en 9e. ET a aussi voté Xenia Onatopp comme la 6e plus mémorable Bond girl, tandis qu'IGN classait Natalya en 7e place dans une liste similaire.
Toutefois le film eut plusieurs critiques négatives. Richard Schickel du Times a écrit qu'après « un tiers de siècle de dure exploitation », les conventions de la série commençaient à « vaciller sur leurs bases », tandis que dans Entertainment Weekly Owen Gleiberman pensait que la série était « entrée dans un état proche de l'épuisement. » Dragon Antulov dit que GoldenEye est une suite de scènes prévisibles, et Kenneth Turan du Los Angeles Times dit que le film était comme « une créature d'un certain âge désirant paraître branché à tout prix. » David Eimer de Première écrivit que « la traditionnelle marque d'humour est difficile à obtenir » et que « GoldenEye n'est en aucune façon un Bond classique. » Madeleine Williams dit qu' « il y a trop de cascades et d'explosions pour garder l'esprit clair ».
GoldenEye a été édité afin d'être garanti PG-13 pour la MPAA et -12 pour la BBFC. Les scènes coupées incluaient l'impact visible à la tête de Trevelyan quand il se fait tuer dans la scène d'ouverture, plusieurs morts additionnelles durant la séquence où Onatopp fusille les techniciens de la station de Severnaya, plus des plans explicites et violents lors de la mort de l'amiral, des plans supplémentaires de la mort de Xenia, et Bond lui faisant le coup de lapin dans une voiture. Le film a été remasterisé et réédité pour la James Bond Ultimate Edition Dvd dans lesquels les scènes incluant des coups de boules et une trame sonore violente ont été restaurées, causant le changement de l'interdiction qui passa à -15.
GoldenEye a été nommé à deux BAFTA, ceux du meilleur son et des meilleurs effets spéciaux. Éric Serra gagna un BMI Film Award pour sa bande originale, et le film fut aussi nommé dans la catégorie meilleur film d'action aux Saturn Awards et meilleure scène de combat aux MTV Movie Award,.
L'œuvre a été produite d'abord en VHS, puis en DVD ce qui est une première pour la série, puis réédité en haute définition en Blu-ray.

### Box-office
| Pays       | Box-office     | Entrées | Pays        | Box-office    | Entrées |
| ---------- | -------------- | ------- | ----------- | ------------- | ------- |
| Allemagne  | 61,415,371 DEM | 4,2 M   | Norvège     | 3,846,305 $   | 0,8 M   |
| États-Unis | 106,429,941 $  | 24,5 M  | Royaume-Uni | 17,4 M £      |         |
| Finlande   |                | 0,4 M   | Suède       | 3,980,000 $   |         |
| France     |                | 3,4 M   | Monde       | 356,429,941 $ |         |

## Distinctions

### Récompenses
| Cérémonie                                                      | Année | Prix                                                               | Lauréat                                                                       |
| -------------------------------------------------------------- | ----- | ------------------------------------------------------------------ | ----------------------------------------------------------------------------- |
| Académie des films de science- fiction, fantastique et horreur | 1996  | Nomination au Saturn Award du meilleur film d'action et d'aventure | GoldenEye                                                                     |
| Académie des films de science- fiction, fantastique et horreur | 1996  | Nomination au Saturn Award du meilleur acteur                      | Pierce Brosnan                                                                |
| BAFTA Awards                                                   | 1996  | Nomination au BAFTA Film Award des meilleurs effets spéciaux       | Chris Corbould, Derek Meddings, Brian Smithies                                |
| BAFTA Awards                                                   | 1996  | Nomination au BAFTA Film Award du meilleur son                     | Jim Shields, David John, Graham V. Hartstone, John Hayward, Michael A. Carter |
| BMI Film and TV Awards                                         | 1996  | Gagnant du BMI Film Music Award de la meilleure bande originale    | Éric Serra                                                                    |
| Golden Screen                                                  | 1996  | Gagnant du Golden Screen                                           | GoldenEye                                                                     |
| MTV Movie & TV Awards                                          | 1996  | Nomination au MTV Movie & TV Awards du meilleur combat             | Pierce Brosnan, Famke Janssen                                                 |

## Analyse

### Erreurs et incohérences
Parmi les plus flagrantes, celle du prégénérique où Bond saute en élastique depuis un barrage par un temps printanier voire ensoleillé pour atteindre la base secrète russe ; un peu plus tard lors de l'évasion de la même base, le paysage a complètement changé : on se retrouve désormais en altitude avec des monts enneigés.
Lors de la scène où le colonel Ouroumov tire sur Alec, la suppression du sang qui gicle pour respecter les règles de notifications PG-13 est bienvenue. En effet, c'est une simulation d'exécution pour faire passer Alec pour mort. Donc cette scène remaniée n'est plus incohérente.
Au début du film, on peut également apercevoir durant une brève seconde la passerelle du barrage encombrée par les véhicules de l'équipe de tournage, au début du 3e plan montrant la chute de Bond.
Quand Bond se bat avec le pilote de l'avion, il n'a pas de gants aux mains, mais il en a quand il ramasse la moto.
Entre le moment ou Bond règle le détonateur sur 3 minutes et l'explosion de la base, il s'écoule en fait 3 minutes et 25 secondes.
Lorsque la base explose, les soldats qui se trouvaient au bout de la piste après avoir pourchassé Bond ne sont plus visibles.
Les joueurs de baccara pourront remarquer l'erreur dans la partie de chemin de fer au casino de Monte Carlo. Selon le protocole du jeu, en ayant 5 et en donnant un 6 à Bond, Xenia Onatopp est normalement obligée de tirer une carte supplémentaire.
Quand Bond observe Xenia et l'amiral, la monojumelle qu'il utilise change d'œil sans raison apparente.
Lorsqu'un officier français salue le faux amiral sur le pont de la frégate, il lui dit « mes respects, mon amiral ». Cette adresse est incorrecte, il faudrait dire « mes respects, amiral ».
Notons que les pilotes du Tigre, nommés « Commandant Bernard Jaubert » et « Lieutenant François Brouse », portent en réalité des grades de sergent-chef et sergent (le Tigre est un hélicoptère de l'armée de terre française) sur leurs combinaisons de vol.

## Autour du film

### Adaptations

#### Roman
GoldenEye a fait l'objet d'une novélisation par John Gardner, dont l'histoire reprend le scénario du film écrit par Michael France, Bruce Feirstein (en) et Jeffrey Caine (en). Elle a été publiée en 1995 au Royaume-Uni avant de paraitre la même année en France, aux Éditions de l'Archipel avec une traduction de Catherine Delaruelle, puis en 1996 aux éditions Claude Lefrancq.
La novélisation reprend fidèlement le scénario du film avec toutefois deux ajouts principaux : il est expliqué que Bond a été parachuté à Arkhangelsk dans le cadre de « l’Opération Primevère » qui a pour but de stopper, ou du moins de ralentir, les Soviétiques dans l'élaboration d’une arme biologique capable de détruire les organes du corps humain en un clin d’œil. M estime que les agents 006 et 007 sont ses meilleurs hommes. La novélisation reprend la scène coupée où Bond s’infiltre dans le poste de garde du barrage pour ouvrir la grille. Dans le roman, cette séquence d'infiltration est plus violente dans la mesure où 007 tue les deux gardes tandis que dans la scène coupée du film, il pénètre le barrage à leur insu. C’est d’ailleurs la seule scène coupée qui a vraiment été reprise pour ce récit, un passage similaire est aussi présent dans les jeux vidéo GoldenEye. Cependant, malgré ces ajouts, certains passages de la scène prégénérique sont absents de la novélisation : il n'y a pas la fameuse scène des toilettes, ni la mort du scientifique (abattu par 006 dans le film) ni de motocross lorsque Bond s'évade du complexe, etc.
Le second ajout majeur du roman est une scène qui se situe après l’épisode du train blindé. Dans celle-ci, Bond contacte Jack Wade qui l’aide à sortir de Russie avec Natalya. Les autorités russes étant à leurs recherche, ils utilisent des déguisements pour quitter le pays.
Concernant les changements mineurs, le prénom du ministre de la défense Mishkin (ou Michkine dans traduction française de la novélisation) n'est pas Dimitri mais Viktor, Xenia est complètement nue dans les bains et a une brève relation sexuelle avec Bond. Alec est beaucoup plus défiguré et l’Amiral Farrel est américain dans la novélisation (canadien dans le film). On apprend aussi que la « Cruelle Reine des Nombres » (la nouvelle M) a changé le titre de Bill Tanner de chef d'état-major à directeur des analyses.
Il y a également une différence entre la traduction française de la novélisation où la Ferrari de Xenia est rouge (comme dans le film) et la version originale où elle est jaune.

#### Bande dessinée
À la fin de l'année 1995, Topps Comics commença à éditer une adaptation en bande dessinée de GoldenEye, et qui devait donner une trilogie. L'histoire était écrite par Don McGregor et le dessin fait par Rick Magyar. Le premier volume porte la date janvier 1996 sur la couverture. Pour des raisons inconnues, Topps décommanda ensuite l'intégralité de l'adaptation qui, jusqu'à présent, n'a jamais été réalisée dans sa totalité.

#### Jeux vidéo

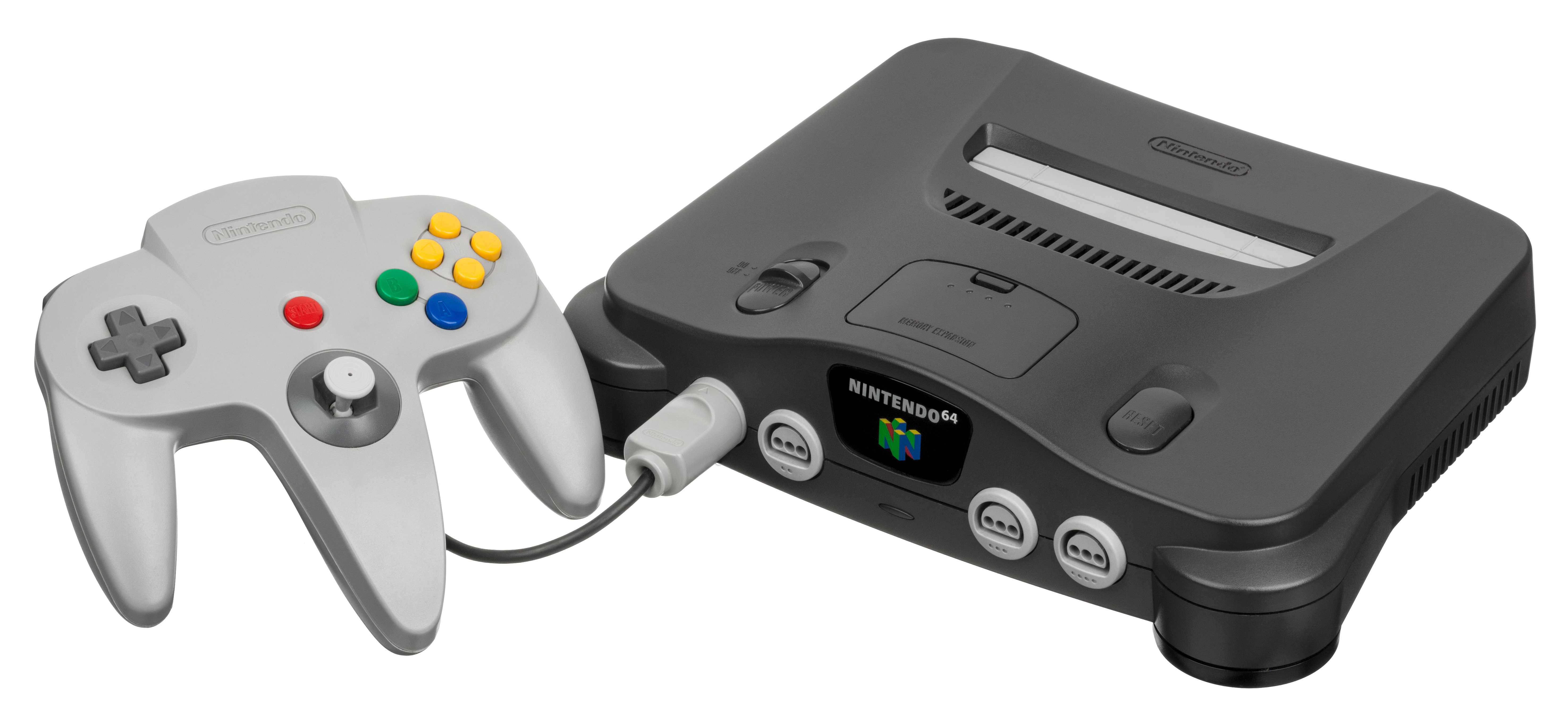
La console Nintendo 64 et sa manette.

Le film servit surtout de base à GoldenEye 007, un jeu vidéo sorti en 1997 sur Nintendo 64 extrêmement réussi, développé par le studio britannique Rare et édité par Nintendo,. En janvier 2000, des lecteurs du magazine anglais Computer and Vidéo Games ont classé GoldenEye 007 en première position dans leur liste des « cent plus grands jeux vidéo ». En 2003, pour le dixième anniversaire du magazine de jeu vidéo Edge, le jeu a été inclus dans leur top 10 des plus grands FPS, et en 2005, un vote au scrutin absolu sur le site GameFAQs sur les « meilleurs jeux vidéo de tous les temps » le plaça à la 7e place. Le jeu est basé sur le film, mais de nombreuses missions ont été ajoutées ou modifiées. Deux packs comprenant le jeu et la console Nintendo 64 étaient disponibles au Royaume-Uni, l'un avec une console noire et une manette grise et l'autre avec une console noire et une manette dorée.
À l'origine, GoldenEye 007 était envisagé comme un jeu de plates-formes pour Super Nintendo. Le développement a finalement été transféré sur Nintendo 64 pour en faire un jeu de tir en trois dimensions. Une autre version — non développée par Rare — devait aussi sortir sur Virtual Boy ; il aurait dû s'agir d'un jeu de courses de voitures. Celui-ci fut cependant décommandé et annulé.
Le scénario du jeu vidéo présente quelques différences avec celui du film. Certains passages du film ont été développés tandis que d'autres (comme la scène du casino) en sont absents. Dans le jeu, Bond infiltre par deux fois le complexe de Severnaya ce qui n'est pas le cas dans le film. Une mission se déroule également dans une base de silos à missiles au Kirghizistan, passage inexistant dans le film. Les deux dernières missions du jeu ont été inspirées par d'autres films de James Bond.

Logo du mod GoldenEye: Source.

GoldenEye: Source est un mod entièrement réalisé par des fans, utilisant le Source engine et basé sur Goldeneye 007. En janvier 2007, il a été récompensé deux fois par le site Moddb, gagna le prix Editor's Choice.La dernière version du mod est la 4.2, sortie en aout 2012. On retrouve les modes de jeux, les cartes, les armes et les personnages du jeu original avec des améliorations et même des nouveautés comme la carte Casino Royale. Il est noté 8,9/10 par les internautes du site Moddb.
En 2004, Electronic Arts sortit GoldenEye : Au service du mal sur PlayStation 2, Xbox, GameCube et en 2005 sur Nintendo DS. Malgré son titre celui-ci n'a aucun lien avec le film et le jeu de Rare. C'est le premier jeu de la licence 007 où le joueur n'incarne pas James Bond. À la place, le personnage principal est l'aspirant agent 00 Jonathan Hunter, portant le nom de code "GoldenEye", qui sera recruté par un méchant bien connu de l'univers de James Bond, Auric Goldfinger. Exception faite de l'apparition de Xenia Onatopp, le jeu n'avait donc aucun rapport avec le film et fut assez froidement reçu par la critique. Il a été hué par plusieurs critiques dont Eric Qualls pour l'usage du nom « GoldenEye », considéré comme une tentative de profiter du succès du jeu développé par Rare.
En novembre 2010, Activision sort GoldenEye 007 sur Wii et Nintendo DS, développé par Eurocom. Il s'agit cette fois-ci d'un hommage au jeu Nintendo 64. En plus des graphismes de nombreux éléments ont été modifiés, le plus flagrant étant le fait que le joueur incarne désormais un James Bond sous les traits de Daniel Craig et non plus Pierce Brosnan. Le scénario a également été entièrement réécrit et ne se déroule plus en 1995 mais en 2010. Le jeu est plutôt bien accueilli par les joueurs et les critiques, malgré des attentes très élevées de la part des nostalgiques du premier opus. À noter que le titre, s'il est entièrement refait, joue sur la fibre nostalgique en incluant de nombreux clins d'œils au jeu de légende dont il est tiré, et propose une nouvelle campagne basée sur le scénario du film réécrit. Un pack en édition limitée comprenant le jeu et une manette dorée était également disponible. Le jeu a ensuite été porté sur PlayStation 3 et Xbox 360 sous le titre GoldenEye 007 Reloaded en novembre 2011. Par rapport à la version Wii, il dispose d'un mode de jeu défi, de graphismes en haute définition et de possibilités plus nombreuses en multijoueurs.

### Divers
- Joe Don Baker qui incarne ici l'agent de la CIA Jack Wade, avait joué le méchant, Brad Whitaker, dans Tuer n'est pas jouer (1987).
- Lorsque Bond joue au baccara avec Xenia Onatopp, sa main gagnante est un roi, une dame et un six. Au baccara, les figures valent zéro, de sorte que sa main équivaut à 006 - soit le code de son ami et collègue, le « défunt » Alec Trevelyan.
- Lorsque le hacker Boris Grishenko dérobe des fonds à la Banque d'Angleterre, il les transfère à la Pevsner Commerzbank : une référence au producteur exécutif de GoldenEye, Tom Pevsner (en).
- Fait rare dans la saga, la voiture confiée par Q pour Bond n'aura pas d'accident au cours de la mission et ses différents gadgets ne seront pas utilisés. En effet, l'agent confie la voiture à Jack Wade en échange de son avion lors de sa mission à Cuba.
- La chanteuse qui massacre la chanson de Tammy Wynette, Stand By Your Man, dans le night-club de Zukovsky est interprétée par la jeune Minnie Driver.
- Le nom du cheval de la statue qui atterrit sur le toit du tank à Saint-Pétersbourg est Pegasus. Pegasus est aussi le nom d'un cheval de course de Max Zorin dans Dangereusement vôtre (1985).
- L'adresse électronique de Boris est madvlad@mosu.comp.math.edu. D'autres adresses sont visibles, notamment celles du "graphics designer" et de la personne responsable de la publicité[116].
- L'avion que Wade fournit à Bond (emprunté à un ami de la DEA) est une référence à Permis de tuer (1989). Franz Sanchez essaye de s'échapper dans un avion de la même marque, modèle, et série (mais avec un enregistrement différent) avant sa capture par la DEA. L'avion est un Cessna 172 et son immatriculation est N96816.
- Le réalisateur Martin Campbell est l'un des cyclistes renversés lors de la course entre 007 et Xenia Onatopp après le générique[117].
- Le verre de bourbon de Judi Dench contenait du jus de pomme avec deux morceaux de verre léger passant pour des cubes de glace. Pierce Brosnan a bu de l'eau glacée au lieu de son célèbre vodka-martini[118].
- D'après son insigne, qui compte trois étoiles, Ourumov est colonel général (« général polkovnik » en russe). Il porte la médaille de l'étoile d'or ce qui indique qu'il a le titre de Héros de l'Union soviétique. Il est vêtu d'un uniforme des forces terrestres russes (de couleur vert avec une bande rouge sur sa casquette et ses insignes). En réalité, l'uniforme des forces spatiales de la fédération de Russie, l'unité que commande le général, est bleu foncé avec une bande bleu clair sur la casquette et les insignes. Dans le jeu vidéo GoldenEye 007, l'uniforme d'Ourumov ne reprend pas les couleurs du film, mais a été modifiée pour être en accord avec la fonction du général.
- Au début du film, lorsque Bond se cache dans un débarras du complexe d'armes chimiques et observe les soldats en train de déjeuner, on peut remarquer que des images de la place Rouge sont diffusées à la télévision. Ce détail fait référence à la toute première scène du film qui a été coupée. Celle-ci montrait comment Bond passe le poste de garde du barrage alors que les soldats regardent le défilé du 1er mai sur la place Rouge à la télévision. À l'origine, le shooting script précisait que la télévision diffuse les Jeux olympiques de 1984.
- Sur l'écran géant et les ordinateurs du bunker de contrôle à Severnaya, on peut remarquer que les frontières européennes sont celles d'avant 1991.
- En réalité l'hélicoptère Tigre ne possède pas de cockpit éjectable.
- Lorsque 007 et Natalya sont ligotés dans le cockpit du Tigre qui va s'autodétruire, ce dernier est équipé de missiles Mistral alors que seule la version M2, livrée à partir de 1997, de ce missile est compatible avec le Tigre.
- Lorsque Boris et Natalya communiquent par e-mails, ils écrivent en anglais alors qu'ils sont tous deux russes. Dans le même registre, tous les ordinateurs du bunker de Severnaya affichent des textes en anglais et non en russe.
- Dans Dangereusement vôtre, sorti en 1985, au cours d'une réunion entre 007, Q, M et le ministre de la Défense, il était fait mention d'une impulsion électromagnétique pouvant détruire tous les ordinateurs du Royaume-Uni.
- Après treize années de développement, la version finale du lecteur média VLC sort avec pour nom de code "GoldenEye"[119].